# Mödling
Mödling ist eine österreichische Stadtgemeinde mit 20.662 Einwohnern (Stand: 1. Jänner 2025). Die Stadt befindet sich 15 Kilometer südlich des Zentrums von Wien und ist Teil eines Arms von dessen Agglomeration im Industrieviertel von Niederösterreich. Gelegen am karstigen Rand des Wienerwald, bildet Mödling einen Abschnitt des Randverlaufs, und erstreckt sich vom Naturpark Föhrenberge hinein in das Wiener Becken.
Mödling ist Bezirkshauptstadt des gleichnamigen Bezirks Mödling. Als ehemaliger Sitz einer Babenbergerlinie hat sie den Beinamen Babenbergerstadt.

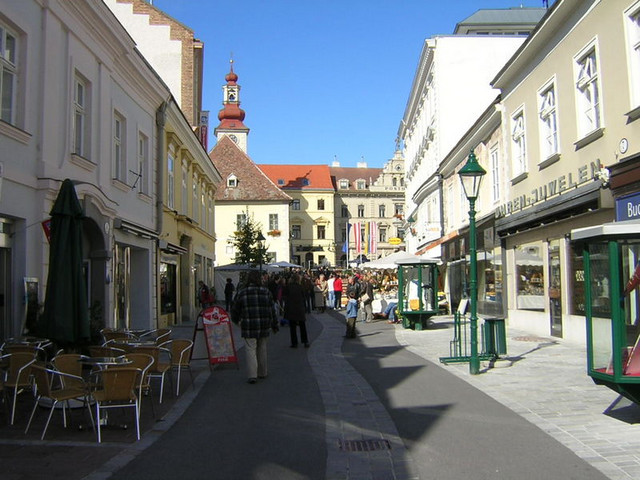
Stadtzentrum, Fußgängerzone Mödling

## Bezeichnung

### Etymologie
Der Ortsname wandelte sich im Laufe der Zeit von medilihha (903 n. Chr.) über Medelikch und Medling zu Mödling. Die Wurzeln des Namens stammen aus dem Slawischen und somit spätestens aus der Awarenzeit in der zweiten Hälfte des ersten Jahrtausends n. Chr. um 800; bezeichnet wird damit entweder ein Grenzbach oder ein langsam rinnendes Gewässer (wörtlich: träger Fluss), wahrscheinlich mit Bezug auf eine entsprechende Siedlung nahe dem heutigen Josef Hyrtl-Platz.

## Geografie
Mödling gehört zu Niederösterreich und ist Teil von dessen Industrieviertel sowie des südlichen Ballungsraums von Wien. Mödling befindet sich relativ zentral im west-ost ausgerichteten Bezirk Mödling, dessen Verwaltungssitz es ist.
Die Gemeinde liegt einerseits mit ihren Hügeln im östlichen Wienerwald und gehört andererseits mit ihrem Weinbaugebiet zur Thermenregion im westlichen Hanggebiet des Wiener Beckens.
Durch Mödling fließt der Mödlingbach, der in der Gemeinde Wienerwald entspringt und bei Achau in die Schwechat mündet. Die westliche Hälfte des Gemeindegebietes ist geprägt durch bewaldetes Hügelland. Diese Anfang des 19. Jhd. mit Schwarzföhren aufgeforsteten karstigen Hügel gehören zum Naturpark Föhrenberge und sind mit Bauten wie dem weit sichtbaren Husarentempel Teil des damals mitangelegten Liechtensteinischen Landschaftsparks. Die östliche Hälfte der Stadtgebiets liegt im Flachland des Wiener Beckens, wobei am Übergang der zwei topographischen Hälften, an den Hängen der Hügel, trotz starker Urbanisierung, weiterhin Weingärten um den Eichkogel und im Weinbauschutzgebiet am Fuße des Jennyberg, sowie Heurigenlokale des alten Weinbauorts zu finden sind. Die warmen Kalkböden und der Einfluss des pannonischen Klimas erlauben den Anbau von Weißburgunder, Chardonnay, Pinot noir und St. Laurent.
Der Siedlungsraum ist von Westen nach Osten geographisch durch die Vorderbrühl, die Hanglagen in Richtung Wiener Becken (Ortskern mit Altstadt, Neusiedlergebiet, Jakob-Thoma-Viertel) und durch das beginnende Flachland jenseits der Südbahngleise (Neu-Mödling/Schöffelvorstadt) unterscheidbar. Diese Siedlungsräume werden durch den Mödlingbach und eine West-Ostverkehrsachse aus Brühler-, Haupt- und Wiener-/Neudorfer-Straße verbunden und nur von der historischen Altstadt mit alten Bürgerhäusern und einer Fußgängerzone unterbrochen. Mit der Altstadt als gemeinsamem Knotenpunkt bilden entlang der Hanglagen Enzersdorfer- und Neusiedler-Straße eine Nord-Süd-Achse.

### Städtische Grenzräume und Topographie
Im Norden und Osten ist Mödling mit den Gemeinden Maria Enzersdorf und Wiener Neudorf zusammengewachsen.
Im Südosten geht das Siedlungsgebiet auf dem Steinfeld und Griesfeld in das Industriezentrum Niederösterreich Süd über.
Im Süden grenzt Mödling an Guntramsdorf, wobei die Grenze über den Eichkogel, der eine besondere Fauna und Flora aufweist, verläuft. Überquert man von Mödling gen Süden den Eichkogel, erreicht man Gumpoldskirchen und quert hierbei lediglich den unbewohnten Teil des Gemeindegebiets von Guntramsdorf. Das bewohnte Guntramsdorf erreicht man südöstlich, welches an der Ostflanke des Eichkogels liegt.
Im Westen liegt in den Wienerwaldhügeln die Gemeinde Hinterbrühl, welche an die heute zu Mödling gehörende Vorderbrühl grenzt. Die Vorderbrühl liegt im Brühltal und ist durch die Klausen mit dem Rest von Mödling verbunden. Die Klausen ist ein enges mit ehemaligen Mühlen gespicktes Talstück und ein Verkehrskorridor, wo am Übergang mit der Vorderbrühl auf der südlichen Talseite auf einem Ausleger des Frauensteins die Burgruine Mödling steht. Der Frauenstein (von Halderberg, Efeugrad bzw. 1839 Kanzel, bis Maaerberg) verläuft entlang der gesamten südlichen Talseite und ist mit dem Efeugrad für Kletterer ein beliebtes Ziel. Die nördliche Talseite der Klausen wird vom Kalenderberg, mit der Jordankanzel gesäumt, auf dessen Rückseite sich die Burg Liechtenstein befindet. An ihrer Mündung ins Mödlinger Flachland wird die Klausen überquert von der Ersten Wiener Hochquellenwasserleitung, und zwar in Form eines gemauerten Aquädukts. Auf den schroffen Felsen der Klausen wachsen die seltenen, aber für Mödling typischen Schirmföhren (Pinus nigra var. austriaca) und tragen zum Charme und zur Beliebtheit des Tals als vielseitiges Naherholungsgebiet seit dem Biedermeier deutlich bei.
Im Südwesten liegt das Mödlinger Waldgebiet (Mödlinger, ehemals Liechtensteiner Forst) auf den nördlichen Ausläufern des Anningers. Der Wald grenzt im Westen an die Brühl, bzw. durch den Phönixberg des Kleinen Anningers und Husarentempel zunächst an die Hinterbrühl, sowie in Folge über den Matterhörndl-Fels und Alexanderberg die Meiereiwiese und Vorderbrühl einkreisend. Er setzt sich mit dem Gebiet um die ehemalige Breite Föhre fort, wo er sich über den Frauenstein (von Halderberg, Efeugrad bzw. 1839 Kanzel, bis Maaberg), mit dessen südlicher Felswand der Rauhen Platte, über die Goldenen Stiege (im oberen Teil auch als Steinerne Stiege, 1839) zum Jennyberg (mit dessen Silberberg Dolomiten Steinbruch, 1610) und der Friedrichshöhe (mit der Friedrichswand am Rehgraben) entlang der Grenze mit Gaaden bis zum Prießnitztal (ehem. Wind Tal) zieht und mit dem Eichkogel in Weingärten übergeht.
|             | Maria Enzersdorf                            |                |
| Hinterbrühl | Kompassrose, die auf Nachbargemeinden zeigt | Wiener Neudorf |
| Gaaden      |                                             | Guntramsdorf   |

### Wasser
Gewässer sind zu finden, neben dem früher viel von Mühlen genutzten Mödlingbach, an den Rändern der Meiereiwiese (Salamander-Laichtümpel und Pepi's Märchenteich), das Feuchtbiotop am Bahndamm gegenüber dem Biotopkomplex „Figur“, und zu Beginn des Prießnitztals ein Feuchtbiotop mit drei Teichen.
Das Prießnitztal (ehem. Wind Tal) birgt außerdem die Quellen und das Hochbehälterbecken des Mödlinger Wasserwerks, wo auch bereits ein römischer Brunnen (wahrscheinlich eine Pferdetränke) gefunden wurde, dann den Mödlinger Teich speiste (siehe Burgfriedenplan 1610) und später eine dem Tal seinen heutigen Namen gebende Kaltwasser Kuranstalt nach Vinzenz Prießnitz bestand. Die Wasserversorgung der Gemeinde wird weiters durch Bezug aus Moosbrunn sowie zusätzlich durch einen Tiefbrunnen am Gebiet der Meiereiwiese gesichert.
In der Vergangenheit bestanden auch diverse Quellenbäder und Teiche, so steht das Stadtbad nahe des ehemaligen Mödlinger Teich und anderer Bäder entlang der Neusiedlerstraße.

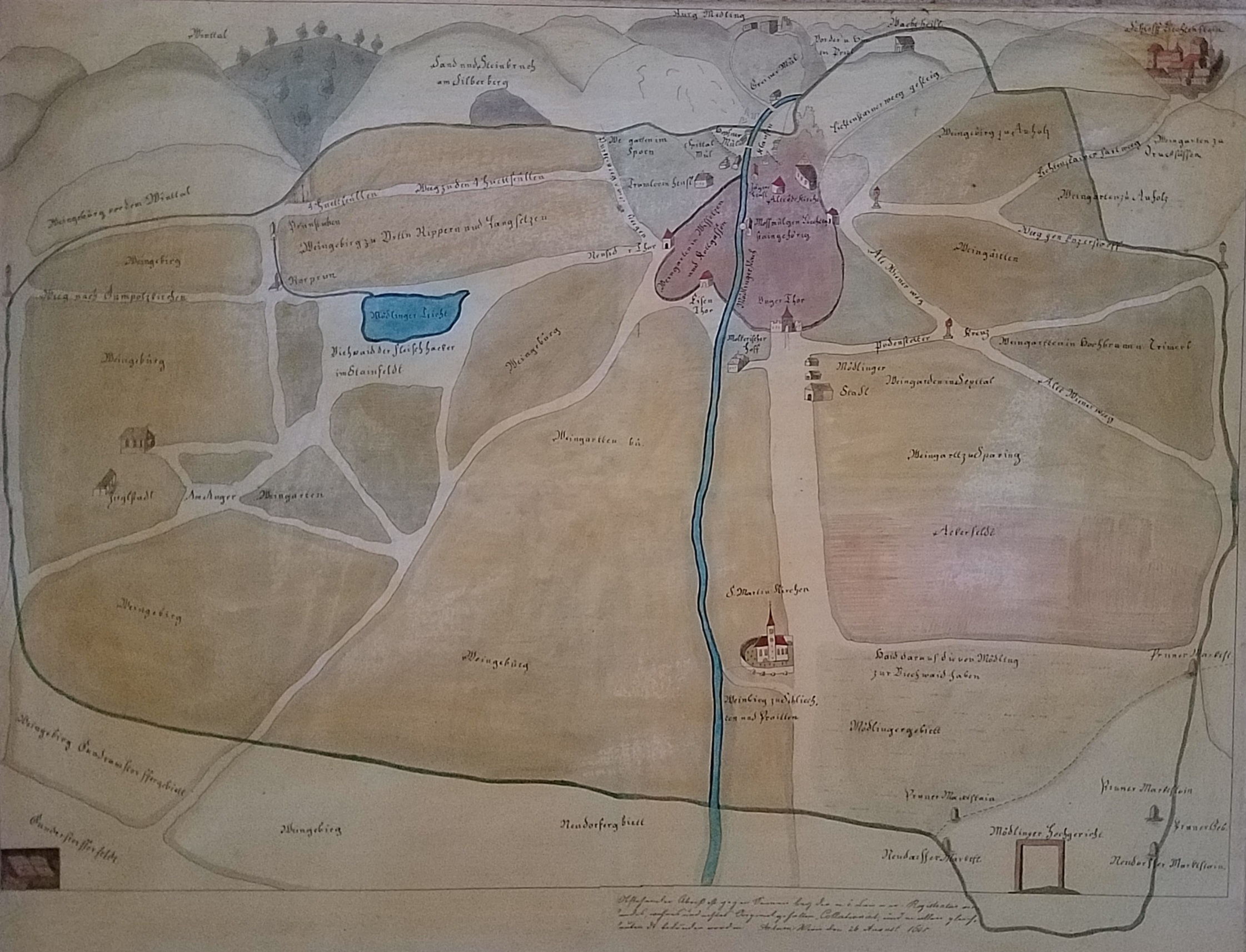
Burgfriedenplan Mödling von 1610 mit dem ehemaligen Mödlinger Teich eingezeichnet

### Geologie
Mödling ist Teil des kalkalpinen Wienerwald. Als karstige, von markanten Kalkfelsen bis Dolomitwänden geprägte und gleichzeitig ehemalige Brandungsterrasse des Paratethys Meeres vor ca. 15 Mio. Jahren, in der Zeit des Badeniums im Miozän, ist Mödling, wie viele Orte der Thermenregion, nicht nur bei Weinhauern und Kletterern geschätzt, sondern auch reich an Fossilien, so z. B. an diversen Steilhängen bei der Goldenen Stiege mit der Rauhen Platte für Kletterer, oder im Rehgraben abseits des Prießnitztals.
Aufgrund des Kalkvorkommens wurde in der Vergangenheit in Mödling Gips und Kalk gebrannt sowie später Zement in einer Fabrik am Beginn der Fabriksgasse hergestellt.

### Klima
In Mödling am Eichkogel schneiden sich die pannonische sowie die atlantische Klimazone.
Weiters ist das Klima einerseits durch jenes des Wienerwalds und andererseits durch jenes des Wiener Beckens geprägt. So z. B. lichtet sich im Herbst der oft hartnäckige Nebel des Wiener Beckens rasch im Verlauf der Brühl.
In trockenen Sommern ist in dem von Nadelbäumen geprägten Waldgebiet der Stadt hohes Feuerrisiko gegeben, so sind in der Vergangenheit wiederholt größere Waldbrände durch Fahrlässigkeit entstanden.

## Geschichte

### Erste Siedlungsräume
Einer der ältesten Siedlungsfunde Österreichs Brunn-Wolfholz (ca. 5700–5000 v. Chr.) liegt im nahen Brunn am Gebirge. In Mödling gehen die ersten Funde auf spätere Jungsteinzeitliche (5000–2000 v. Chr.) Siedlungen zurück. Aus diesen Jahrtausenden sind u. a. Funde einer Doppelbestattung, einer größeren Siedlung am Fuße des Eichkogels und Funde auf dem Jennyberg der Badener Kultur (3600–2800 v. Chr.) zu verzeichnen. Am Hirschkogel in Maria Enzersdorf wurden jene Funde gemacht, auf die sich der Name der endneolithischen Mödling-Zöbing/Jevišovice-Gruppe bezieht.
Bronzezeitliche Aktivität ab dem ausgehenden dritten Jahrtausend v. Chr. wurde reichlich durch Funde nachgewiesen, so etwa Siedlungsfunde der frühestbronzezeitlichen Leithaprodersdorf-Gruppe am Jennyberg.
Funde aus dem letzten Jahrtausend v. Chr. wurden auf dem Kalenderberg und dem Jennyberg aus der keltischen Hallstattzeit (8.–5. Jahrhundert v. Chr.) gemacht. In der folgenden Latènezeit lag der Mödlinger Raum in der östlichen Grenzregion des keltischen Königreichs Noricum, welches sich bis zum keltischen Oppidum der Boier in Bratislava erstreckte, sowie in Folge bis zu den vordringenden germanischen Völkern. Mit den Augusteische Alpenfeldzügen kam das Königreich friedlich ab 15 v. Chr. zunehmend unter römische Kontrolle.

#### Erstes Jahrtausend n. Chr. (Spätantike bis post-antikes und vorromanisches Frühmittelalter)
Nach dem Aufstand von 6–9 n. Chr. in Dalmatien der römischen Provinz Illyricum, kam der bereits im römischen Einflussbereich stehende keltische Raum östlich der Alpen bis zur Donau endgültig unter die Kontrolle des Römischen Reichs. Mödling wurde in Folge im westlichen Grenzgebiet des Illyricum Inferius, Teil der zwischen den Jahren 20 bis 50 gegründeten Provinz Pannonia, und dessen späteren Teil Pannonia Superior und dem daraufhin kleineren Teil Pannonia Prima. In Folge wurde in der Region die in nord–südlicher Richtung über Carnuntum (Petronell) und Scarbantia (Sopron) verlaufende östliche Bernsteinstraße, sowie die Verteidigung gegen die transdanubischen Germanen (→Markomannenkriege) ausgebaut. Das im Zuge dessen gegründete Vindobona (heute Wien) wurde mittels der bei Mödling vorbei nach Scarbantia geführten Triester Straße mit der Bernsteinstraße und deren Ziel, dem adriatischen Hafenort Aquileia (rund 50 km nordwestlich der späteren Destination Triest) verbunden. Hiermit verlief und verläuft bis heute entlang der Triester Straße der bedeutendste Verkehrskorridor Wiens in den Süden und damit auch nach Mödling.
Aus der römischen Zeit lassen sich in Mödling selbst bereits die Hauptstraße nachweisen und Funde von Münzen und Gräbern in der Nähe des Bahnhofs und Josef Hyrtl-Platz machen. Unweit davon entfernt wurden auch ostgermanische Gräber gefunden, welche auf die Bewohner der Region ab 433 n. Chr., mit dem Rückzug Roms im Kampf gegen die Hunnen und somit auf deren diverse ostgermanische Flüchtlinge (Vandalen), Gefolgschaft und Nachfolger wie die Ostgoten hinweisen.
Ein langobardisches Gräberfeld im Süden von Mödling zeugt von der Besiedlung durch die Langobarden, die sich hier gegen Ende der Völkerwanderungszeit mit dem 6. Jahrhundert niederließen, bevor die Masse dieses Volkes nach Pannonien und schließlich Italien abzog und den Awaren um 568 das Karpatenbecken überließ. Ein Gräberfeld aus der folgenden äußerst friedlichen Zeit mit über 500 Gräbern am Fuße der Goldenen Stiege zeugt von einer patrilokalen Bevölkerung, welche keine Kinder bekam mit Menschen aus Siedlungen mit einer Bevölkerung aus dem asiatischen Raum, aber dennoch die awarische Kultur teilte.
Das Gräberfeld wurde nicht mehr genutzt nachdem die Franken unter Karl dem Großen das Khaganat der Awaren 803 geschlagen hatten und die Awarenmark des Frankenreichs, mit Mödling in dessen Westen, errichteten. Zunächst wurde dieses Gebiet weiterhin mittels awarischen Fürsten kontrolliert, jedoch wurden diese um das Jahr 828 mit Grafen der nunmals fränkischen Marcha orientalis (auch Pannonia Superior) des bairischen Ostlands ersetzt. In der Mark war Mödling Teil der vom Wienerwald bis zur Raab reichenden Donaugrafschaft Oberpannonien, die der Sitz des Präfekten der Mark war.
Als Folge der fränkischen Herrschaft setzte die Besiedlung von Bajuwaren (Baiern) aus dem bairischen Kernland in die Region Mödlings ein. Im Zuge dessen wurde die St. Martinskirche bei der heutigen Waisenhauskirche als Stützpunkt der Christianisierung der Region errichtet, und stellte den damaligen Siedlungskern, östlich abseits des späteren Ortskerns von heute dar. Aus dem 9. Jahrhundert stammt auch die älteste nachgewiesene karolingische Vorgängerkirche der heutigen St. Othmarkirche.

### Entwicklung des Markts

#### Ort mit Pfarre (ausgehendes Frühmittelalter)
Die älteste bekannte urkundliche Erwähnung Mödlings als MEDILIHHA ULTRA MONTEM COMMIGENUM ist vom 8. September 903, bei einem Gutstausch zwischen zwei Bischöfen. Da wahrscheinlich ab der Schlacht von Pressburg 907, im Zuge der Eroberung durch die Magyaren die Siedlung aus dem vorhergehenden 9. Jahrhundert zerstört wurde, ist aufgrund dessen nach dem Zurückdrängen der Magyaren 955 und 991, von einem verlagerten Siedlungsgebiet der erneuerten bairischen Besiedlung Mödlings auszugehen, weg von der zerstörten Siedlung um die St. Martinskirche zum heutigen Ortskern.
Mödling wurde spätestens 991 in das teilweise zurückeroberte bairische Ostland (Marcha Orientalis) reintegriert, das 976 durch die Gründung des Herzogtum Kärnten um dieses territorial reduziert, mit den aus Würzburg stammenden Babenbergern als Markgrafschaft reorganisiert und im Gebiet der alten Donaugrafschaften als Ostarrichi (996) bezeichnet wurde.
Die Pfarre Mödling hatte ihre erste bekannte Erwähnung im Jahr 1113, als die Pfarre samt zwei Drittel Pfarrzehnt an das 1089 gegründete und ab 1122 aus dem in der Mark dominanten Bistum Passau exemtierte Stift Melk ging und dessen starke grundherrliche Präsenz in der Gegend bis 1783 begründete.
Die Martinskirche blieb, trotz der erfolgten Verschiebung des Siedlungsschwerpunkts im 10. Jahrhundert, bis 1475 Pfarrkirche, und wurde erst 1683 zerstört und 1787 abgetragen. Der angeschlossene alte Friedhof von Mödling blieb bis zur Eröffnung des aktuellen am Eichkogel 1876 erhalten. Das Gelände des Friedhofs und der Martinskirche wurde schlussendlich 1889 durch das Waisenhaus überbaut.

#### Herrschaftssitz mit Burganlagen (romanisches Hochmittelalter)

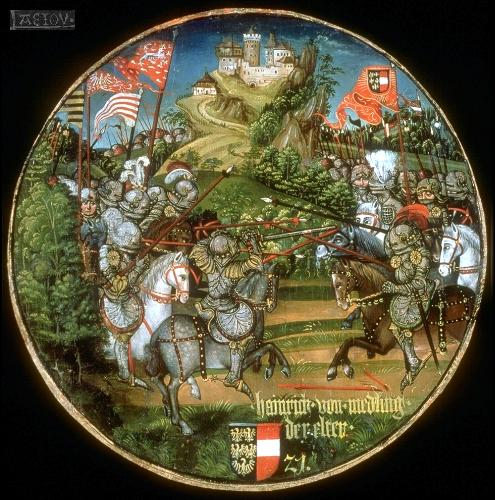
Herzog Heinrich der Ältere von Mödling (1158–1223) im Kampf gegen Soběslav II. (links), der 1176 in Österreich einfiel. Im Hintergrund die heute als Ruine bestehende und ab 1148 erbaute Burg Mödling (in einer Darstellung aus dem 15. Jahrhundert des Babenberger-Stammbaum im Stift Klosterneuburg).

Herrschaftssitz war vom 11. Jahrhundert an bis 1177 eine Hausberganlage um die heutige Othmarkirche, dessen Herr 1140 Hugo von Petronell (1080?–1142) war und zu dieser Zeit die nahegelegene namengebende Ahnenburg des Herrscherhauses von Liechtenstein für sich erbauen ließ. Aus dieser Zeit sind auch die Nachbarsiedlungen Neudorf und Enzersdorf zum ersten Mal erwähnt. Die Babenberger etablierten zu dieser Zeit in der Region Zentren ihrer Herrschaft und damit des zukünftigen Österreichs. So wurde ab 1136 das nahegelegene und bis heute erhaltene Stift Heiligenkreuz im Herzen des Wienerwald erbaut und in Folge als zentrale Grabstätte der Babenberger genutzt. Mit dem im Jahr 1155 gegründeten Schottenstifts in Wien, weg von Melk oder Klosterneuburg, und nach der Aufwertung Österreichs, bzw. Verlust Bayerns 1156 wurde schlussendlich Wien, nach dem Vorbild Regensburgs, zum neuen und endgültigen Herrschaftssitz der Babenberger und Österreichs. Mödling gewann zu dieser Zeit auch von dem Babenberger Heinrich Jasomirgott, Herzog von Bayern und ab 1156 ersten Herzog von Österreich, ein Armen- und Pilgerhaus (an der Stelle des heutigen Pfarrheim St. Othmar). 1177 bekam dann der Babenberger Heinrich der Ältere (1158–1223) von seinem Bruder Leopold den V., nach dem Tod von Heinrich Jasomirgott, die Herrschaft über Mödling, als Teil eines Gebiets von Liesing bis zur Piesting und nach Bruck. In Folge bezog Heinrich die seit 1148 gebaute, abseits vom Ort über die Goldene Stiege zu erreichende und bis 1556 genutzte Burg Mödling. Diese war ursprünglich 1148 als Heiratsgeschenk gedacht von seinem Vater an seine byzantinische Mutter Theodora, der Nichte des damaligen byzantinischen Kaisers, zukünftige Herzögin von Bayern und spätere erste Herzögin von Österreich, wobei sein Vater, als einer von wenigen überlebenden Ritter des Zweiten Kreuzzugs, sie auf der Heimreise heiratete. Somit wurde Mödling von 1177 bis 1236 Sitz der Mödlinger Nebenlinie der Babenberger. Diese Nebenlinie führte drei Löwen in ihrem Wappen, eines mehr als die Hauptlinie. Das kommt wahrscheinlich von Heinrich’s Großneffen Ulrich III. (Kärnten), auf den sich das Kärntner Wappen bezieht. In der Zeit unter Heinrich war die Burg mit ihrer für damals äußerst großen Wehranlage für die dort gepflegte Gesellschaft und Kunst bekannt. So soll hier 1219 auch Walther von der Vogelweide zu Gast gewesen sein.

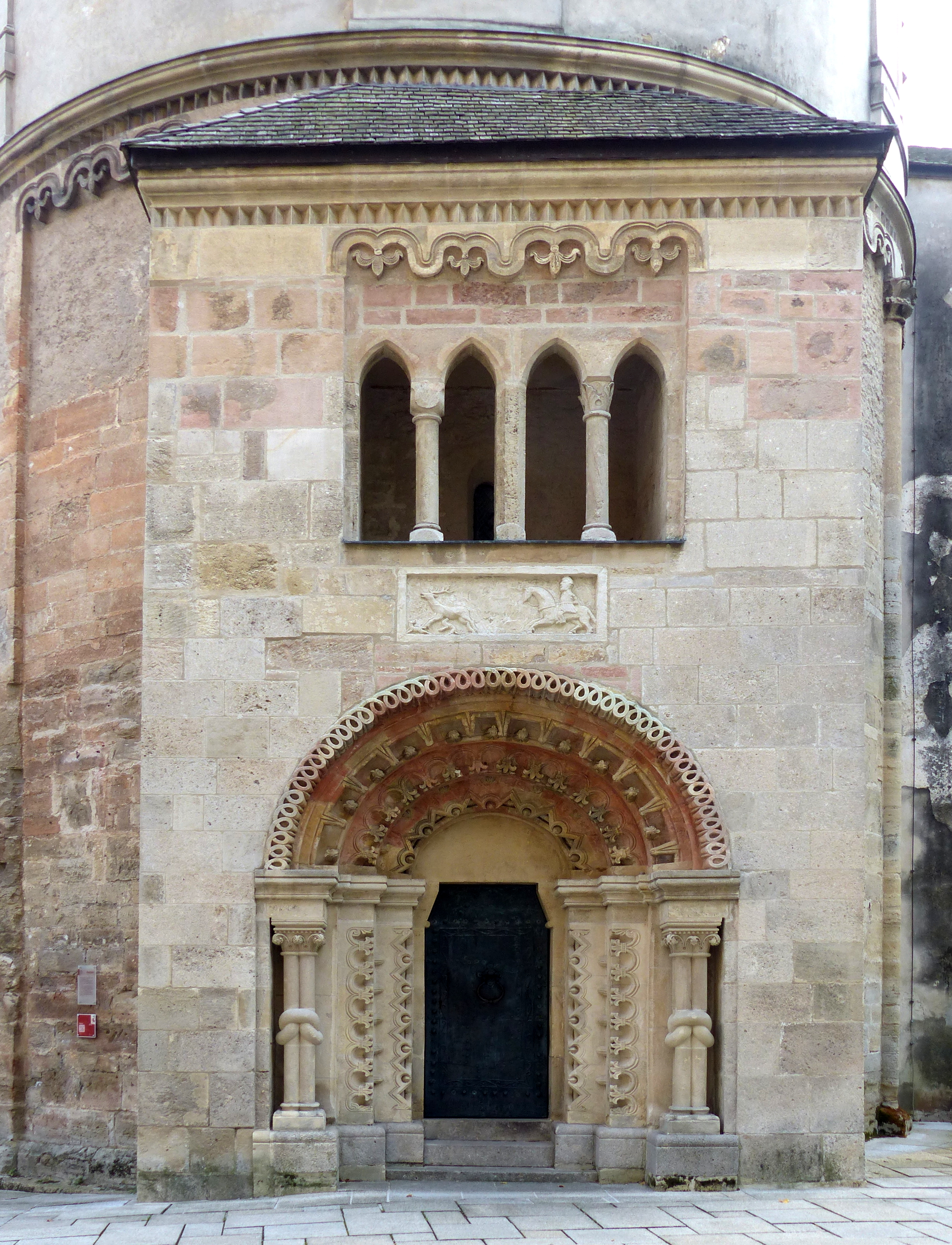
Romanische Vorhalle (13. Jahrhundert) des Karner, mit Relief einer Jagdszene oberhalb des Eingangs

Heinrich ließ 1182 die ältesten heute noch stehenden Bauwerke Mödlings errichten, der Kern des Herzog- bzw. Toppelhof und auch das Grundbauwerk des Karners, eine romanische Rundkapelle nebst einer romanischen Wehrkirche, an Stelle Letzterer heute die St. Othmarkirche steht. Der Ort erreichte um diese Zeit eine Ausdehnung über Pfarrgasse, Herzoggasse und Fleischgasse, und bildete vermutlich in Folge einen Anger zwischen der damaligen Hochstraße (Kaiserin Elisabeth-Straße) und Fleischgasse.
Mit dem Tod 1236 von Heinrichs Sohn (Heinrich der Jüngere) erlosch die Mödlinger Nebenlinie der Babenberger und die Herrschaft über Mödling wurde landesfürstlich.
1226 wurde wahrscheinlich in Mödling Gertrud von Babenberg geboren, die Urgroßnichte von Heinrich dem Älteren, Herzögin von Mödling und nach dem Tod des letzten Babenberger in männlicher Linie von 1246 bis 1251 Titularherzogin von Österreich und der Steiermark.
Im Zuge des resultierenden österreichischen Interregnum und Erbfolgestreits überfielen und verwüsteten 1252 Angreifer des um den Titel konkurrierenden ungarischen Béla IV. Mödling.
Nach dieser Krise setzte bis ins 14. Jahrhundert ein bedeutender Siedlungsaufschwung ein. Besonders Richtung Osten wurde gebaut, wodurch sich ein Anger vom Josef Deutsch-Platz (alter Kornmarkt) bis zum Freiheitsplatz (neuer Kornmarkt), an Stelle der Klostergasse und Hauptstraße sowie der heute dazwischen stehenden Gebäude herausbildete und bis ins 15. Jahrhundert unverbaut blieb. Entlang des Mödlingbachs entstanden eine Reihe von Mühlen und der Ort wuchs über den Bach hin zur Neusiedlerstraße.

#### Landesfürstlicher Ort mit Marktrecht (gotisches Spätmittelalter)
Unter dem habsburgischen Herzog von Österreich Albrecht II. wurde Medlich, wie es damals hieß, im Jahr 1343 zum Markt erhoben. Die Einfriedung des Markts zog sich zuletzt als Palisadenzaun über das östliche St. Merten-, später Ungartor (bei Hauptstraße 31/35), das südwestliche Neusiedler Tor (nach Neusiedlerbrücke, bei Neusiedler Straße 14/15), das südöstliche Eisentor (nach Eisentorbrücke, bei Eisentorgasse 6) und das nördliche Enzersdorfer, bzw. Wiener Tor (bei Enzersdorfer Straße 2/3), diese bestanden bis zu deren Abbau im 18./19. Jahrhundert. Zu dieser Zeit wurde auch vor dem Ungartor eine hohe gotische Säule der Dombauhütte St. Stephan errichtet, von der heute nach dessen Abtragung 1876 nur noch ein kleiner Teil im Museumspark ausgestellt ist. 1374 wurde die Schranne (heute das alte Rathaus) am Marktplatz, dem heutigen Schrannenplatz, errichtet. Ab dem 14. Jahrhundert war auch eine jüdische Gemeinde nachweisbar, welche eine Synagoge in der Judengasse, der heutigen Kaiserin Elisabeth-Straße 7, hatte. Mit der Judenvertreibung des Jahres 1421 wurde jedoch die Gemeinde aufgelöst und erst 1840 wieder errichtet.
Mit dem 15. Jahrhundert hatte sich Mödling neben Gumpoldskirchen, Perchtoldsdorf und Langenlois zu einem der bedeutendsten Weinorte in ganz Niederösterreich sowie zu einem Bannmarkt entwickelt. Ab 1426 zählte Mödling als landesfürstliche Mark zur Kurie der Städte und Märkte im Verband der Landstände Österreichs unter der Enns. 1458 bekam der Markt sein eigenes Wappen, wobei die Verwendung des Steirischen Panthers wahrscheinlich Bezug auf den Verleiher Kaiser Friedrich III. nimmt. Ebenfalls im 15. Jahrhundert wurde der Anger im Kern verbaut. In kurzer Abfolge wurden die Spitalskirche und die heutige St. Othmarkirche erbaut, wobei Letztere 1475 zur Pfarrkirche wurde, als die Mödlinger Pfarre vom Stift Melk an die Wiener Domdechantei der 1469 gegründeten Bistum Wien ging, und somit bis zur Gründung 1722 der Kirchenprovinz Wien Teil der Kirchenprovinz Salzburg war.

#### Frühmoderne Entwicklungen (Renaissance, Barock bis klassizistisches Biedermeier)
Bei der Ersten Wiener Osmanenbelagerung 1529 wurde ein großer Teil des Ortes zerstört. Aus der folgenden Zeit, dem 16. (aber auch teilweise dem 15.) Jahrhundert, stammt der nach den mittelalterlichen Kirchen älteste prägende Renaissance-Teil des heutigen historischen Häuser- und Fassadenensembles des Orts, so etwa die zahlreichen repräsentativen Häuser des aufkommenden Bürgertums oder die Erweiterung des heutigen Alten Rathauses mit einem Turm (1548). Im Jahr 1580 war die Mödlinger Bevölkerung zu 90 % protestantisch, etwas mehr als in ganz Niederösterreich. 1597 wehrten sich die Weinbergknechte im Haueraufstand gegen schlechte Entlohnung. Ab Anfang des 17. Jahrhunderts löste sich Mödling von der Herrschaft Burg Mödling und besaß damit de facto und ab 1607 de iure ein eigenes Landgericht (Hochgericht). Zur Rekatholisierung des Ortes bestand seit 1631 bis zur josephinischen Auflösung 1785 ein Kapuzinerkloster an der Stelle des heutigen Bezirksmuseums vor dem Alten Kornmarkt, dem heutigen Josef Deutsch-Platz. 

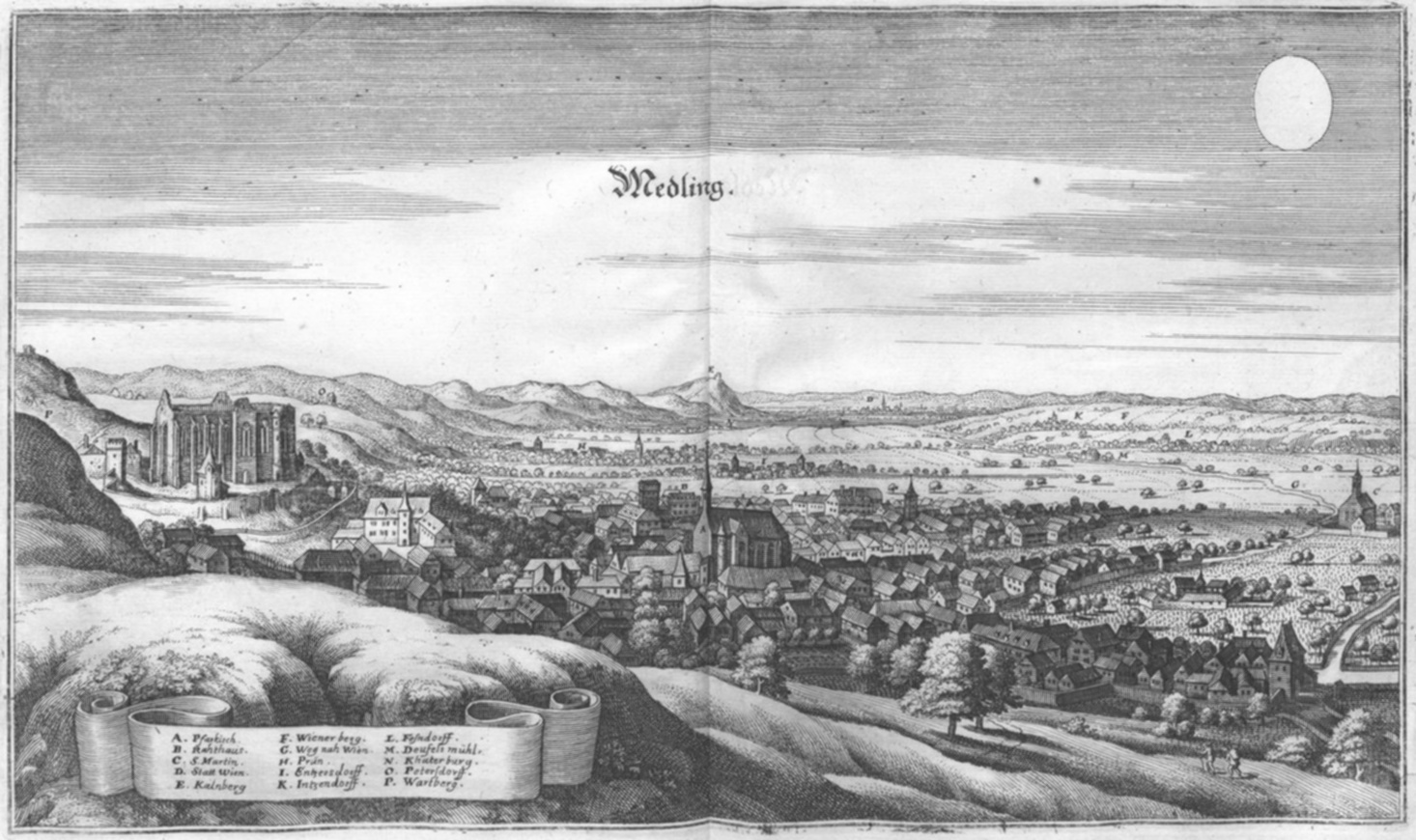
Kupferstich aus Topographia Provinciarum Austriacarum (1649)

 Bei der Pest in Wien 1679 starben auch in Mödling viele Einwohner. Bei der zweiten Osmanenbelagerung 1683 wurde ein großer Teil der Bewohner getötet. Es gelang jedoch eine Wiederbelebung durch Neusiedler aus der Steiermark. Nach der zweiten Pestepidemie 1713, bei der nur rund 90 Bewohner starben, wurde als Dank die barocke Dreifaltigkeitssäule oder Pestsäule, wie sie heute genannt wird, am neuen Kornmarkt, dem heutigen Freiheitsplatz, erbaut. Das 18. Jahrhundert brachte auch wirtschaftliche Veränderungen durch Abgehen vom Weinbau. So entstanden erste frühindustrielle „Fabriken“, beginnend 1773 mit einer Manufaktur der Seidenzeugindustrie in der noch heute bestehenden Eisentorgasse 1, an Stelle eines Herrenhauses des Melker Zehnthofes. (Im Kern aus dem 13. Jahrhundert stammend, besteht dieser Komplex baulich noch heute als Freihof an der Adresse Franz-Keim-Gasse 5 und als „Mölkerhof“ an der Hauptstraße 41, der bis 1783 als Herrenhaus diente.)

Mödling und Umgebung um 1755 (Carte des environs de Schönbrun et ceux de Laxemburg, Norden ist links)

1805 und 1809 wurde Mödling von den Franzosen besetzt. Zu dieser Zeit lebten hier rund zweitausend Einwohner. Als Teil des Liechtensteinischen Landschaftsparks im heutigen Naturpark Föhrenberge wurden ab 1807 die damals kahlen Hügel mit Schwarzföhren aufgeforstet und 1810 der neoromantische Schwarze Turm auf einem Fundament eines alten Wachturms von 1596 sowie 1813 der Husarentempel mit Gräbern von Soldaten der Schlacht bei Aspern (1809) errichtet. Auch durch diese Veränderungen wurde das Mödlingbachtal, die sogenannte Brühl, im Biedermeier, spätestens aber durch Ludwig van Beethovens Wirken in Mödling ab 1818, ein geschätztes Ziel von Komponisten der Wiener Klassik, Romantik und auch der modernen Wiener Schule um Arnold Schönberg. So sind diesen zwei nicht in Mödling gebürtigen Komponisten heute sogar eigene Museen im Ort gewidmet. Kern dieser Musik-und-Tanz-Szene in Mödling wurde die von Beethoven gepriesene Gastwirtschaft „Zu den 2 Raben“ an der Meiereiwiese, gegenüber der Königsmühle (eine der Ältesten am Mödlingbach, seit 15. Jahrhundert, auch sagenumwobene Schädelmühle), in der damals noch nicht eingemeindeten Vorderbrühl, dessen späterer Bau heute noch besteht.

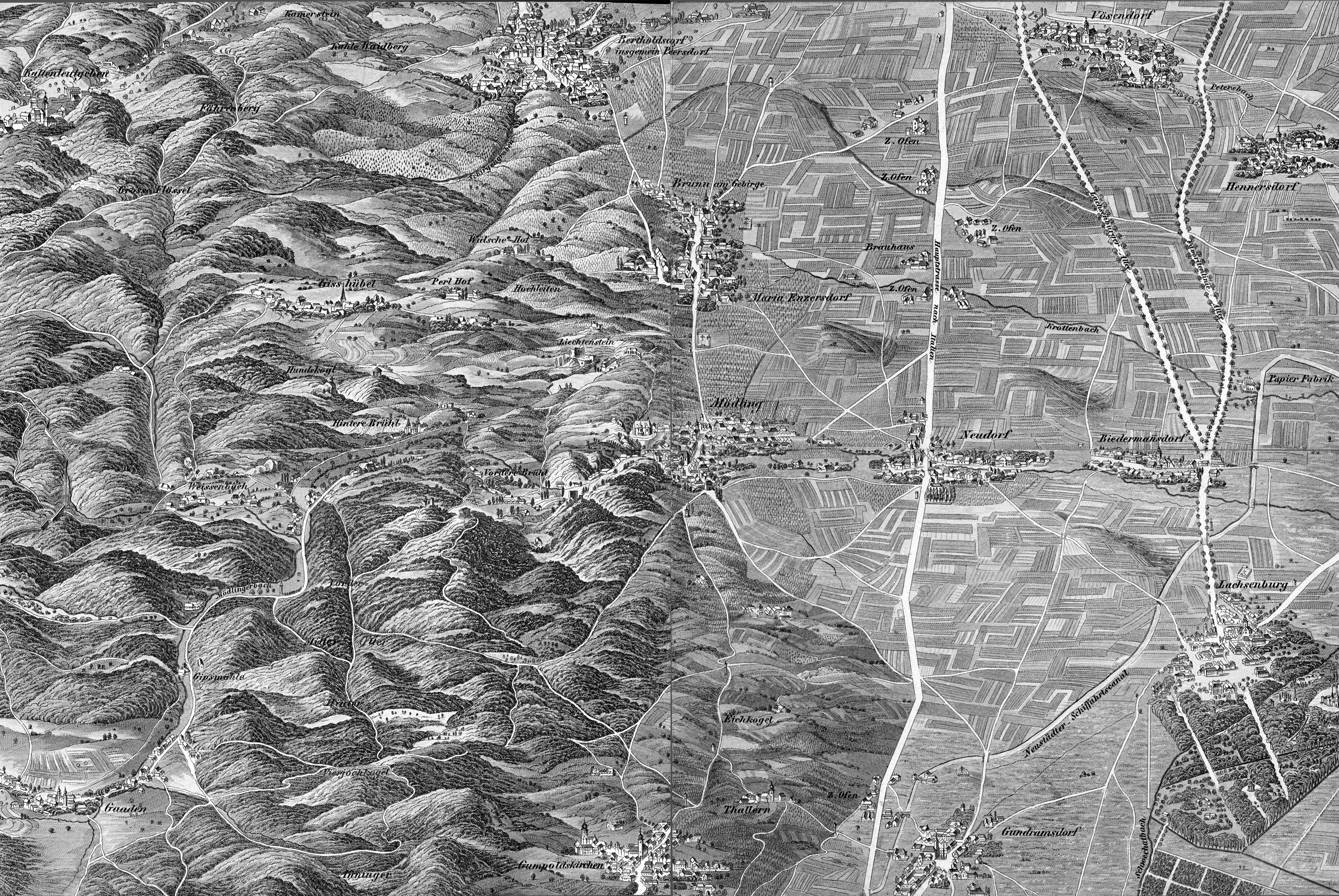
Mödling und Umgebung um 1837

### Entwicklung der modernen Stadt

#### Industrialisierung (frühe Gründerzeit)
1841 wurde der Bahnhof Mödling, der seit 1839 in Bau befindlichen Südbahn, für den Verkehr nach Wiener Neustadt und Wien eröffnet, sowie 1845 zum Ausgangspunkt der bis zum Zweiten Weltkrieg bestehenden kaiserlich befahrenen Laxenburger Bahn („Kaiserbahn“).
Während der Revolution 1848/1849 gegen das System Metternich fanden betriebliche Störaktionen der Arbeiterschaft statt, jedoch ohne Kooperationsbereitschaft der bürgerlichen Revolution.
1850 entstand eine einfache Kuranstalt, welche dem Prießnitztal (ehem. Wind Tal) ihren heutigen Namen gab, da sie an dessen Ende stand und nach der angewandten Kaltwasserkur von Vinzenz Prießnitz geführt wurde. Die Anstalt wurde 1880 zu einem Sanatorium ausgebaut und bestand bis zum Zweiten Weltkrieg, 1968 wurde an dessen Stelle eine Wohnsiedlung erbaut. 1851 öffnete ein erstes Kaffeehaus. Ab 1864 wurde die hölzerne Wasserversorgung aus dem Mittelalter ersetzt und langsam ausgebaut. Ab 1866 erfasste Mödling die Cholera erneut, nach dem ersten Ausbruch 1831/1832, im Zuge der Cholera-Pandemien.
Durch die vom Staatsgrundgesetz 1867 garantierte Meinungsfreiheit fanden sich neue Interessenverbände in Mödling, so auch von Arbeitern. Zeugnis für ein expandierendes Brauwesen zu dieser Zeit in der Region, ist die erste Brauerschule Österreichs welche der von 1869 bis 1934 bestehenden zweijährigen landwirtschaftlichen Mittelschule Francisco Josephinum und der von 1849 und erneut 1877 bis 1885, außerhalb des Siedlungsgebiets, dem heutigen Neusiedlerviertel, bestehenden Brauhaus Mödling, räumlich und inhaltlich 1870 angegliedert wurde und bis 1912 bestand. Abseits dessen wurde durch das Ortsgebiet 1872 auch die I. Wiener Hochquellenwasserleitung und das dazugehörige Aquädukt Mödling geführt.
Ab den 1860er wurden auch eine erste Reihe an großen Industriebetrieben errichtet, wie der Zementfabrik entlang der Südbahn in der Fabriksgasse, sowie einer Metallwarenfabrik Kleiner & Fleischmann (1867–1971) am Standort Grenzgasse und heutigen Arnold-Schönberg-Park, welches zur NS-Zeit mit Zwangsarbeitern geführt wurde. Mit 1872 entstand dann die besonders groß angelegte Mödlinger Lokomotivfabrik (ab 1875 bis 1902 Schuhfabrik Fränkel) und 1873 deren noch heute bestehenden Arbeiter-Kolonie. Mit dieser ersten großen Industrialisierung des Orts fand erstmals, trotz der Weltwirtschaftskrise 1873–1896, eine großflächige Erweiterung des historischen Ortsgebiets statt, welche in Folge zur Schöffelvorstadt heranwuchs. Etwas später setzte auch südlich um die Neusiedlerstraße eine Siedlungsausdehnung ein, denn das Wachstum der Bevölkerung stieg zu dieser Zeit drastisch an bis zu dessen Abflachung mit dem Ersten Weltkrieg.

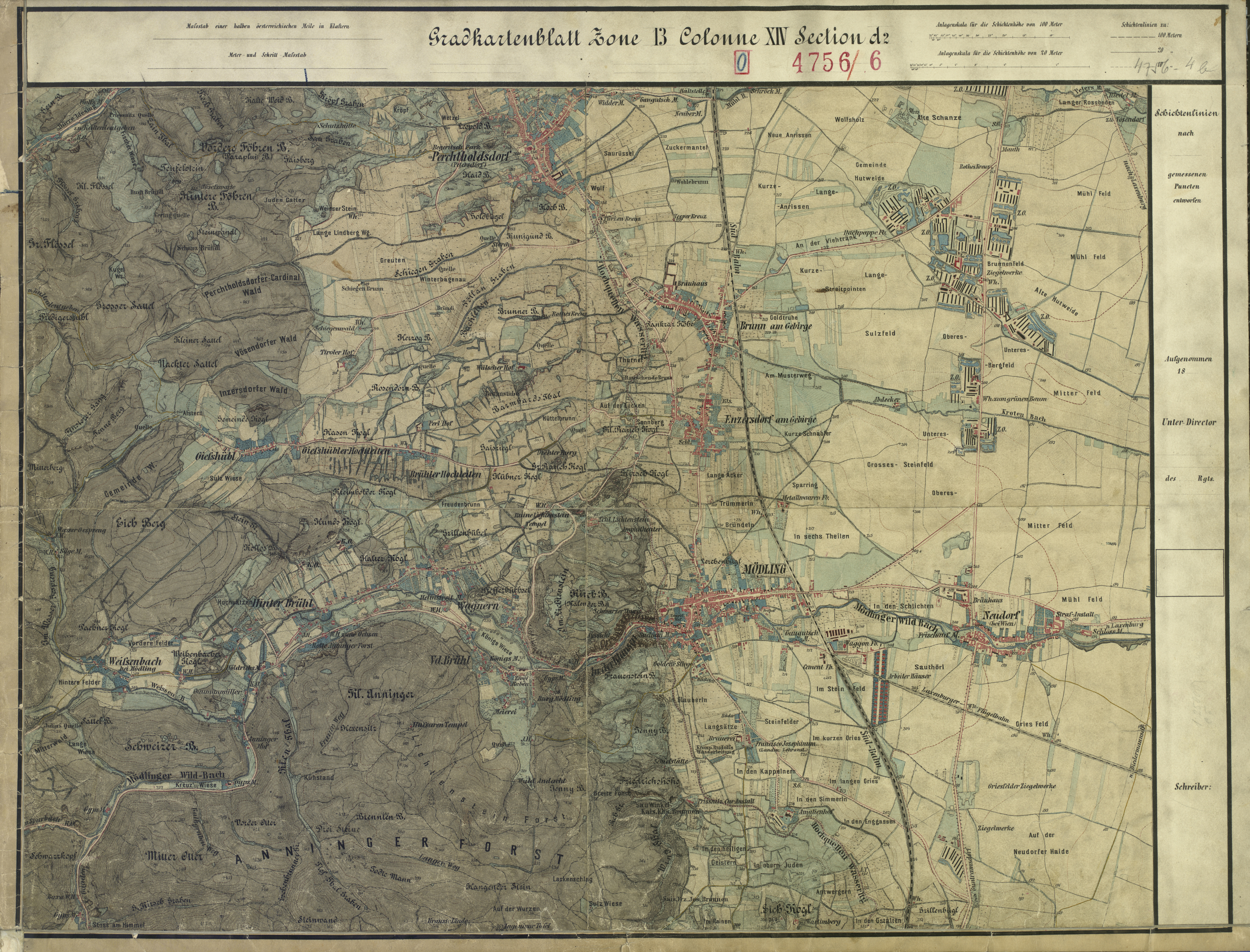
Mödling und Umgebung um 1872

#### Ort mit Stadtrecht (späte Gründerzeit)
1875, unter dem Bürgermeister und „Retter des Wienerwalds“ Josef Schöffel, wurde der Markt Mödling zur Stadt erhoben, Gasbeleuchtung eingeführt, bei der Bürgerspitalmühle der Kurpark mit dem Kursalon, einem Sommertheater und den Zugängen zum Frauenstein eröffnet, denn Mödling hatte sich zu einem Kurort mit diversen Kurhäusern entwickelt. Im Jahr darauf wurden die Klausen und Vorderbrühl eingemeindet.
In den 1880er folgte die Errichtung des Krankenhauses (1882) und der ersten regulären elektrischen Bahn Österreichs und gleichzeitig weltweit ersten elektrischen Straßenbahn im Dauerbetrieb Mödling–Hinterbrühl (1883–1932), mit Ausgangspunkt des nun auch unterführten Bahnhof Mödling. 1887 wurde die Korksteinfabrik (heute austyrol Dämmstoffe), die Verlängerung der Dampftramway von Wien über Perchtoldsdorf nach Mödling (ab 1907 bis 1967 geführt als Wiener Straßenbahnlinie, ab 1921 elektrisch als 360er Linie), die Feuerwehr und die Rettung aufgestellt. Beendet wurden die 1880er mit der Fertigstellung des Hyrtl’sches Waisenhaus (1889).

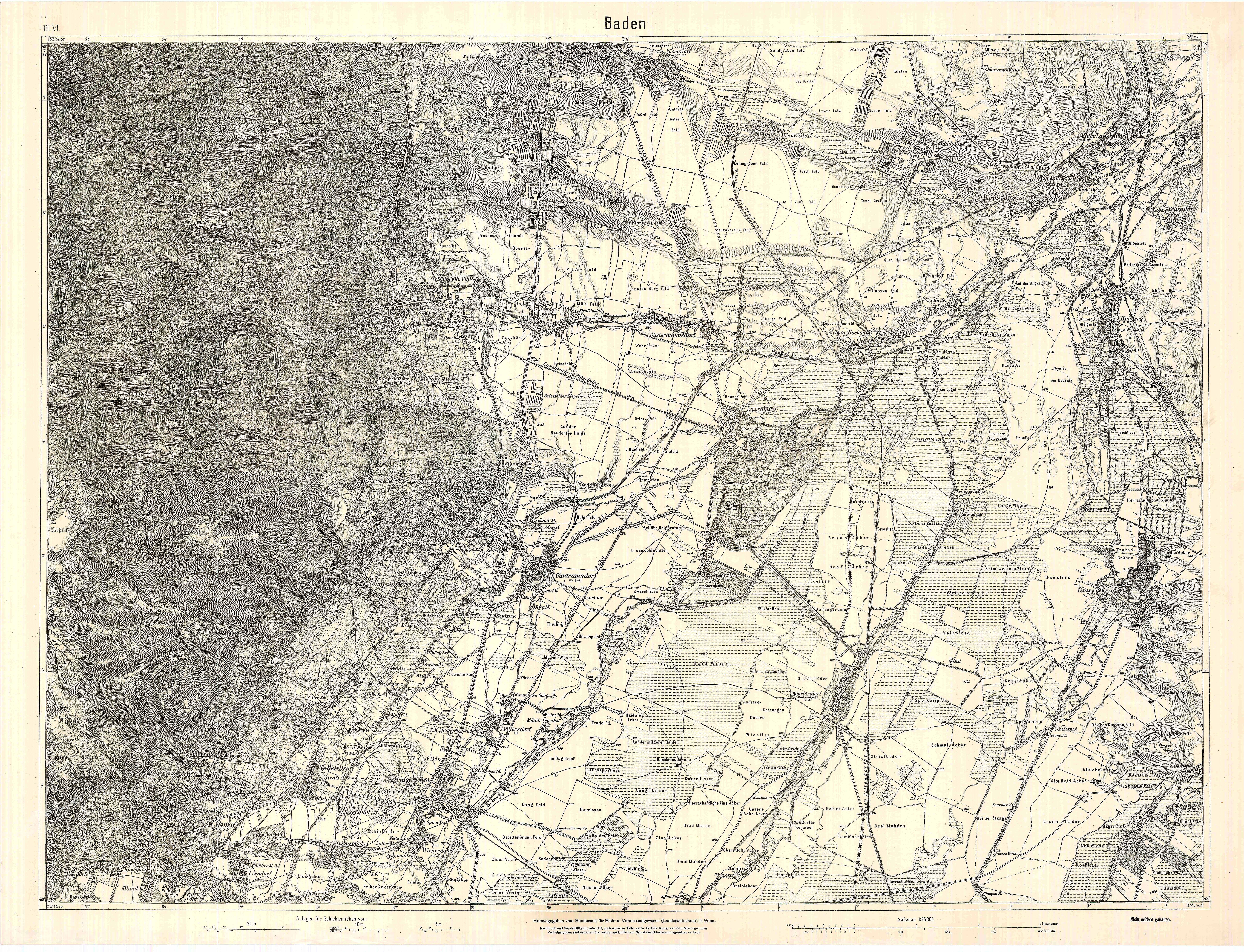
Mödling (Mitte oben links) aus Mitte der 188er (noch ohne Korksteinfabrik aber bereits mit Dampftramway Strecke, beides fertiggestellt 1887).

1896 wurde Mödling zum Sitz des neu gegründeten Bezirk Mödling, dessen Gemeinden zuvor Teil des Bezirk Baden waren. Errichtet wurden 1897 das Gymnasiums Keimgasse und 1901 die erste biologische Kläranlage Mitteleuropas unter Bürgermeister Jakob Thoma, nach Plänen von Charles Lomax, auf dem Gemeindegebiet von Wr. Neudorf am in Maria Enzersdorf entspringenden Krottenbach.
1904 konnte Mödling seine Tausendjahrfeier begehen. Über mehrere Monate wurde das Fest vorbereitet, das vom 4. bis 8. September 1904 stattfand. Der Verlag der Stadtgemeinde Mödling brachte eine Broschüre (47 Seiten) über dieses Fest heraus sowie ein Festprogramm (23 Seiten). Beide Publikationen befinden sich in der Wienbibliothek. Für das Plakat und die Ansichtskarte konnte der Wiener Künstler Carl Otto Czeschka und ebenfalls aus Wien konnte für den großen Festumzug in historischen Kostümen der akademische Maler Carl Leopold Hollitzer gewonnen werden.
Kurz darauf wurde durch Kaiser Franz Joseph I., nach Besichtigung der Kläranlage und der festlichen Eröffnung der städtischen Wasserversorgung aus Moosbrunn im Prießnitztal, die heutige HTL Mödling als Technische Militärakademie eröffnet, welche außerhalb der Stadt am Eichkogel oberhalb des Francisco Josephinum und neben der Mödlinger Ziegelei und Amalienhof errichtet wurde.

#### Hochmoderne in Mödling
Mit 1910 siedelte sich die „k.k. Tierimpfstoffgewinnungsanstalt“, das heutige Leitinstitut des AGES-Geschäftsfeldes Tiergesundheit, in Mödling an. 1912 wurde die heute als Stadttheater Mödling geführte „Mödlinger Bühne“, die älteste erhalten gebliebene Bühne und ehemaliges Kino Mödlings, erbaut. 1913 wurde die Beka-Schuhfabrik am nordöstlichen Ende des Bahnhofs eröffnet, diese wurde in Folge der Weltwirtschaftskrise 1929 geschlossen und der Restbestand musste zwangsmäßig unter dem NS-Regime 1939 von der Gründerfamilie Klein verkauft werden, heute ist der Bau als ehemaliges Leiner-Lager bekannt. Die anwachsende Schöffelvorstadt bildete zunehmend einen Fokuspunkt für die Arbeiter des ganzen Bezirks, so fanden sich nach der Gründung 1892 der sozialdemokratischen Partei von Mödling und des Arbeiter-Konsumvereines im Bezirk deren Verwaltungszentrum im Arbeiterheim (Neudorferstraße 8) und dem späteren Jugendstil-Zubau nach Hubert Gessner, dem heute letzten bestehenden ehemaligen Konsum Vereinshaus (1913). Weiters entstand in Neu-Mödling die „Fünfhaus“-Siedlung (1914) der Baugenossenschaft Mödling (1912, Vorsitz Ferdinand Buchberger) neben dem heutigen Krankenhaus, sowie ergänzend das nahegelegene unter Leopold Müller 1918 bezogene Kinderfreundeheim (heute Josef Schöffel-Haus).
1914 eröffnete der Jugendstilbau der Jakob Thoma Schule, wobei das Gebäude erst nach dem Ersten Weltkrieg als Schule verwendet wurde, da es zunächst als Lazarett für die Verwundeten des Krieges verwendet wurde.
Am 22. Juni 1919 wurde die erste allgemeine Gemeinderatswahl abgehalten und in Folge Ferdinand Buchberger zum ersten sozialistischen Bürgermeister gewählt. Nachdem 1913 das Dekanat Mödling gegründet worden war, wurde 1925, aus der Mödlinger katholischen Pfarre (St. Othmar) heraus, in der Schöffelvorstadt eine zweite Pfarre zur Herz Jesu Kirche gegründet. Mit Eröffnung 1927 verbesserte das Städtische Wasserwerk die bestehende Wasserversorgung. Nach Schließung bestehender Kurbäder und Bäder, u. a. an der Neusiedlerstraße, wo auch der Mödlinger Teich spätestens im 17. und im 19. Jahrhundert bestand, wurde 1928 unweit davon das heutige Stadtbad gebaut (ab 1933 mit Winter-Eislaufplatz).

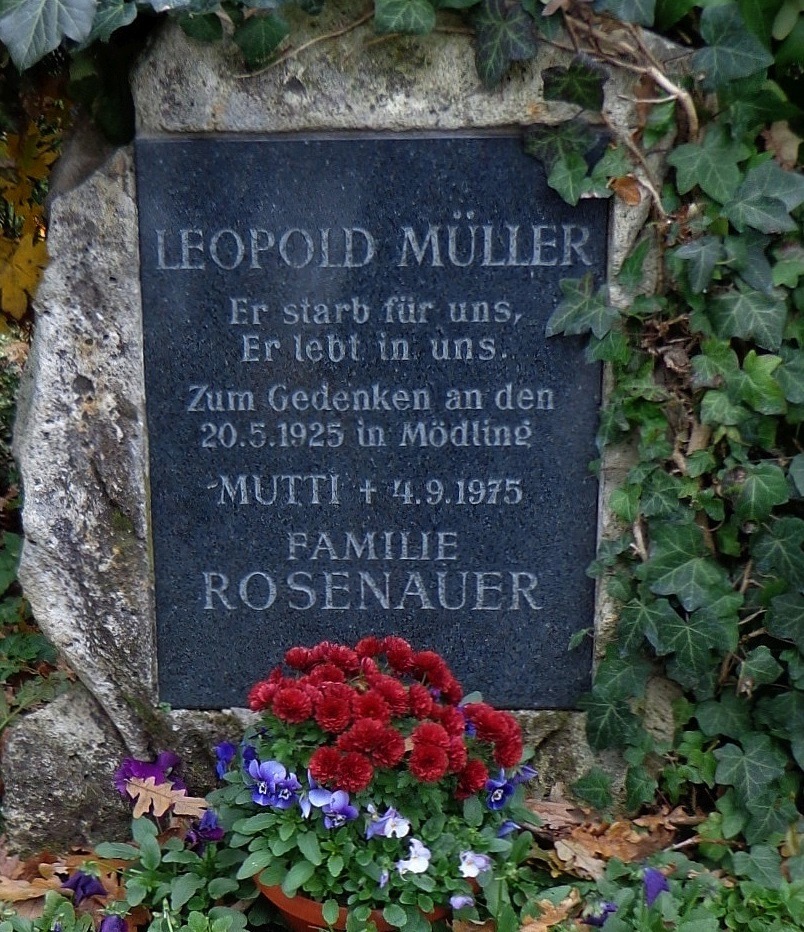
Leopold Müllers Grab in Simmering

Mödlinger SDAP-Vorsitzender und Gemeinderat Leopold Müller wurde 1925 ein frühes Opfer faschistischer Gewalt durch Mödlinger Frontkämpfer vor dem durch ihn gegründeten heutigen Schöffel-Haus. Es folgte ein mahnender, durch u. a. Renner und Seitz hochrangig begleiteter, Trauerzug von Mödling nach Wien.
Im Zuge des Österreichischen Bürgerkriegs verschanzten sich zwischen 35 und 200 Unterstützer der sozialistischen Republikaner gegen Exekutive und Heimwehr beim heutigen Krankenhaus in der Siedlung Fünfhaus, sowie in Folge gegen das Bundesheer, welches im nahegelegenen St. Gabriel Stellung bezog, dabei wurden zwei Sozialisten und ein Unbeteiligter erschossen.

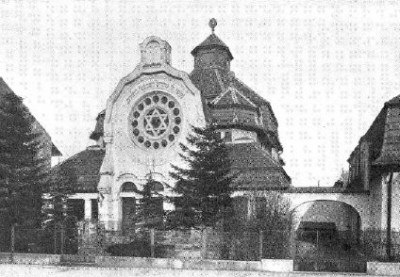
Ehemalige Synagoge Mödling

Nach der Machtübernahme durch die Nationalsozialisten 1938 (und Eingliederung des Bezirks in Groß-Wien) wurden viele Mödlinger vertrieben, deportiert und ermordet, darunter rund 300 jüdische der ca. 400-Personen-Gemeinde. Während der Novemberpogrome 1938 wurden in Mödling die jüdischen Bewohner von antisemitischen Mitbürgern verfolgt und deren 1914 erbaute Synagoge zerstört. Dessen Ruine bestand bis in die 1980er, von dem heute nur noch im Gymnasium Untere Bachgasse das Zauntor ausgestellt ist, und an dessen Stelle an der Enzersdorferstraße 6 seit 2003 mit einem Mahnmal gedacht wird.
Zum Gedenken an die ermordeten Mödlinger Opfer des NS-Regimes, unter ihnen auch die am Mödlinger Krankenhaus tätige Regimegegnerin Maria Restituta, wurden ab 14. August 2006 Stolpersteine von Gunter Demnig verlegt. Zusätzlich mussten Überlebende, welche nach 1945 zurückkehrten, juristisch um weiterhin enteignetes Gut kämpfen, so z. B. Albert Drach, welcher, genauso wie sein Freund, Mentor und ebenfalls Mödlinger Anton Wildgans, gegen Ende seines Lebens für den Literaturnobelpreis nominiert wurde. Heute ist am Drach-Hof (Hauptstraße 44) eine Gedenkstätte und Museum eingerichtet.

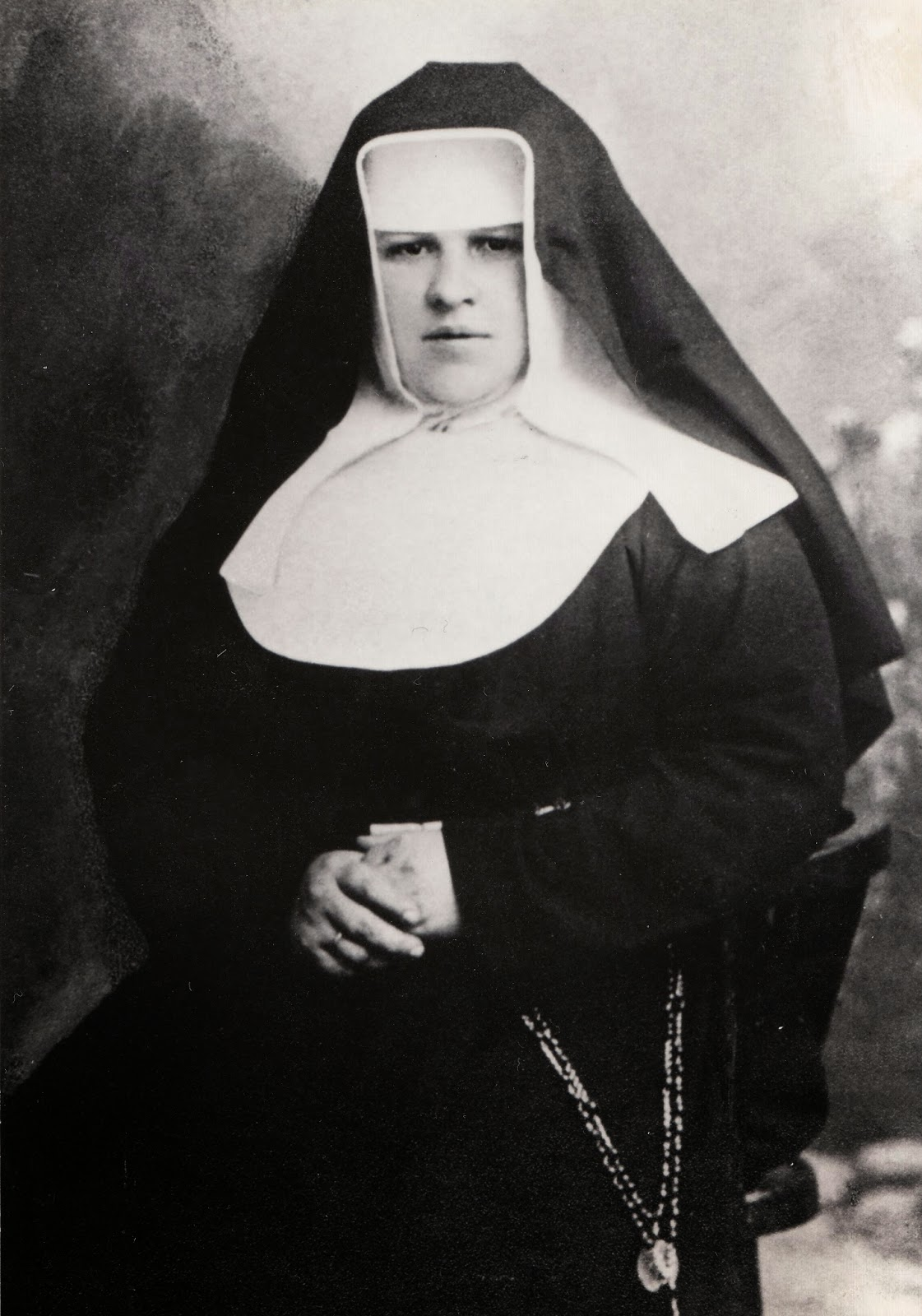
Die im Mödlinger Krankenhaus tätige NS-Gegnerin Sel. Sr. M. Restituta Kafka

Wie in den Nachbargemeinden (etwa am Standort St. Gabriel) wurden Zwangslager auch in Mödling geführt. Einerseits wurde das nach dessen Adresse Grenzgasse 40 benannte Zwangsarbeitslager für die Metallwarenfabrik Kleiner & Fleischmann eingerichtet, und andererseits die Erziehungsanstalt Mödling (im ehem. Waisenhaus) aufgestellt, wo in Kooperation mit dem berüchtigten Spiegelgrund Minderjährige, wie Friedrich Zawrel, gequält wurden.
Gegen Ende des NS-Regimes wurden aufgrund der Luftangriffe auf Wien neben dem durch Zwangsarbeiter des KZ Mauthausen umgebauten ehemaligen Gipsbergwerk Seegrotte in der Hinterbrühl auch in Mödling Bunkeranlagen in den Hügeln mit diversen zivilen Zugängen angelegt, welche heute nur in Teilen begehbar sind und durch einen Eingang in der Klausen vom Theater im Bunker genutzt und zugänglich gemacht werden. Parallel hierzu wurde am Eichkogel eine Flak-Stellung errichtet und zuletzt durch „Volkssturm“-Rekrutierung mit Minderjährigen besetzt. Vor der Befreiung von Wien durch die 3. Ukrainische Front der Roten Armee steckte die Mödlinger NSDAP ihre Parteihäuser in der Pfarrgasse und Goethegasse in Brand. Nach tagelangem Frontverlauf in Guntramsdorf befreite dann mit 5. April 1945 bis 6. April die rote 100. Garde-Schützendivision des 39. Garde-Schützenkorps der 9. Gardearmee Mödling, die berüchtigte 2. SS-Panzer-Division von Süden vor sich her treibend, und begann damit die ersten Kampfhandlungen in Wien.

#### Entwicklung der spätmodernen Stadt
Mödling blieb bis 1954 mit allen anderen 1938 in Wien integrierten Gemeinden auf Wunsch der Alliierten Kommission Teil von Groß-Wien, obwohl bereits 1946 der Nationalrat das Gebietsänderungsgesetz zur weitgehenden Rückstellung beschloss. Diese Rechtslage von 1946–1954 verunmöglichte in allen Teilen Groß-Wiens Bezirksvertretungswahlen, bzw. jegliche Kommunalwahlen. Bevor 1955 wieder Gemeinderatswahlen in Mödling abgehalten konnten, wählte ein provisorischer Gemeindeausschuss und später Gemeinderat, gleichzeitig bis 1954 als Bezirksvertretung, mit Stimmverhältnissen lokaler Landtagswahlergebnisse, einen designierten Bürgermeister, dieser wurde 1946–1954 vom Wiener Bürgermeister zu einem Ortsvorsteher ernannt und mit kommunaler Funktion eines Bezirksvorsteher betraut.

Luftbild 1957

In der Nachkriegszeit wurden vermehrt Flächen für Autos und Straßen (etwa zur Verbreiterung für Busse) frei gemacht, so z. B. dem nach der Brunner-Brau-Aktien-Gesellschaft benannten Brunner Brauhof beim Bahnhof (1959), der Josef Deutsch-Platz, der Freiheitsplatz, der erste Abschnitt der Badstraße, zudem wurden alle Lokalbahnstrecken zugunsten von Buslinien nicht mehr finanziert. Dieser Entwicklung wurde 1978 die Nutzung der Trasse der ehemaligen Straßenbahnlinie 360 als Promenade und 1976 die Einrichtung der Fußgängerzone entgegengesetzt, wobei erstmals österreichweit eine durch den Stadtkern führende Bundesstraße zur Fußgängerzone erklärt wurde. In Folge wurden auch der Freiheits- und Josef Deutsch-Platz teilweise wieder hergestellt, indem die Klostergasse und speziell deren Einfahrten durch indirekte Zufahrten entschleunigt und fußgängerfreundlich gemacht wurden. Die heutigen Brunnen am Schrannenplatz und im Bahnhofspark haben beide ihren Ursprung am Schrannenplatz, wobei der heutige Brunnen am Schrannenplatz der Alte Marktbrunnen ist und über den Freiheitsplatz und dann ab 1959 als Europabrunnen am Josef Deutsch-Platz längere Zeit woanders zu finden war. Mödling, bzw. das Ortsgebiet abseits der Hügel, wurde zu dieser Zeit endgültig zu einem durchgehend bebauten Raum und erfuhr ab den 1970ern auch wieder einen Bevölkerungszuwachs und Nachverdichtung selbst in Hanglagen. 1969 fand der erste Mödlinger Fasching statt.
Gegen Ende des Jahrhunderts übersiedelten dann das Gericht, die Bezirkshauptmannschaft, die Feuerwehr, das Finanzamt und das BG Bachgasse aus der Altstadt in moderne Gebäude in die Schöffelstadt, bzw. nach Neu Mödling jenseits der Bahn. Dieser Entwicklung kam 1983 der Lückenschluss entlang des Mödlingbachs durch den Pepi-Wagner Durchgang unter den Bahnhofsgleisen entgegen und ermöglichte eine naturnahe Fuß- und Radwegachse von Wr. Neudorf bis Hinterbrühl.
Mit 1999 wurde der im Jugendstil ausgeführte Teil des ehemaligen Mädchenlyzeum zum Haus der Jugend und zur Redbox-Veranstaltungshalle.
Ab 2000 wurde der Mödlingbach renaturiert, u. a. um die Wirkung gegen Hochwasser zu erhöhen. Ursprünglich gesäumt von Mühlen und deren Zuläufen wurde der Bach 1904 reguliert, womit Hochwässer aus der Stadt ins Flachland verlagert wurden. Mit 2004 wurde die Bahnbrücke verbreitert und mit Bahnzugängen ausgestattet, u. a. aufgrund weiter angestiegenem Autoverkehr in Mödling.
Ab 2016 entstand am Areal des ehemaligen Francisco Josephinum das Neusiedler Viertel, nach Auszug der seit 1979 ansässigen Gendarmerie-Zentralschule. Die verdichtende Nutzung alter Gebäude und Betriebsflächen, wie zuvor für die BH am Gelände der ehemaligen Mödlinger Lokomotivfabrik, nahm in den letzten Jahren wieder zu, so z. B. aktuell eine öffentlich gezielte Erschließung des ehemaligen Rotes Kreuz-Katastrophenschutzlagers auf Teilen des Waisenhausgebiets oder Pläne für die Gründe des ehemaligen Leiner-Lagers.

## Bevölkerung

### Bevölkerungsentwicklung
| Mödling: Einwohnerzahlen von 1869 bis 2025          | Mödling: Einwohnerzahlen von 1869 bis 2025 | Mödling: Einwohnerzahlen von 1869 bis 2025 | Mödling: Einwohnerzahlen von 1869 bis 2025 | Mödling: Einwohnerzahlen von 1869 bis 2025 |
| --------------------------------------------------- | ------------------------------------------ | ------------------------------------------ | ------------------------------------------ | ------------------------------------------ |
| Jahr                                                |                                            |                                            |                                            | Einwohner                                  |
| 1869                                                | 1869                                       |                                            | 4.923                                      | 4.923                                      |
| 1880                                                | 1880                                       |                                            | 7.328                                      | 7.328                                      |
| 1890                                                | 1890                                       |                                            | 11.120                                     | 11.120                                     |
| 1900                                                | 1900                                       |                                            | 15.113                                     | 15.113                                     |
| 1910                                                | 1910                                       |                                            | 18.067                                     | 18.067                                     |
| 1923                                                | 1923                                       |                                            | 18.677                                     | 18.677                                     |
| 1934                                                | 1934                                       |                                            | 18.736                                     | 18.736                                     |
| 1939                                                | 1939                                       |                                            | 18.400                                     | 18.400                                     |
| 1951                                                | 1951                                       |                                            | 17.076                                     | 17.076                                     |
| 1961                                                | 1961                                       |                                            | 17.274                                     | 17.274                                     |
| 1971                                                | 1971                                       |                                            | 18.835                                     | 18.835                                     |
| 1981                                                | 1981                                       |                                            | 19.276                                     | 19.276                                     |
| 1991                                                | 1991                                       |                                            | 20.290                                     | 20.290                                     |
| 2001                                                | 2001                                       |                                            | 20.405                                     | 20.405                                     |
| 2011                                                | 2011                                       |                                            | 20.411                                     | 20.411                                     |
| 2021                                                | 2021                                       |                                            | 20.524                                     | 20.524                                     |
| 2025                                                | 2025                                       |                                            | 20.662                                     | 20.662                                     |
| Quelle(n): Statistik Austria, Gebietsstand 1.1.2021 |                                            |                                            |                                            |                                            |

Nach der Verneunfachung der Bevölkerung im 19. Jh. bis 1910 von rund 2.000 auf 18.000, mit rapidem Anstieg ab 1880, sank die Bewohnerzahl bis 1961 auf 17.000 und stieg langsam wieder bis 1991 auf die heutigen knapp über 20.000 Einwohner, wobei mehr als die Hälfte der heutigen Wohngebäude aus der Zeit nach 1961, insbesondere bis 1980 stammen.
Der urbane Raum ist mit den Nachbargemeinden Hinterbrühl, Maria Enzersdorf (insbesondere 1961–1975 mit dem Bau der Südstadt) und Wiener Neudorf nahtlos verwachsen, welche trotz Bestrebungen ab 1849 nie eingemeindet wurden aber zusammen heute einen geschlossenen urbanen Raum von über 40.000 Einwohnern bilden.
Dieser urbane Raum mit den Nachbargemeinden setzt sich jedoch weiter nach Norden fort und ist heute Teil der urbanen Kernzone des Ballungsraum Wien. Als Ausdruck dessen wurde bereits 1887 eine Dampftramway (ab 1907 als öffentliche Linie der Stadt Wien, seit 1921 als elektrische 360 Linie und seit 1967 nur noch als Buslinie) von Rodaun über Perchtoldsdorf nach Mödling gelegt.

### Bevölkerungsstruktur und Bilanz
Die natürliche Bevölkerungsentwicklung ist negativ, jedoch ist durch Zuzug eine positive Bevölkerungsbilanz, seit den 1990er auf niedrigem Niveau, zu verzeichnen, jüngst in den 2010er gestützt durch einen Zuzug insbesondere aus den 2004 der EU beigetretenen Staaten. 2024 hatten rund 25 % der Bevölkerung ihren Geburtsort außerhalb Österreichs, 20 % der Bevölkerung eine andere Staatsbürgerschaft als die Österreichische (12 % in 2008) und rund 12 % eine Staatsangehörigkeit eines anderen EU-Staates (6 % in 2008). Nach Österreich hat die Bevölkerung Mödlings in absteigender Folge Rumänien (2,80 %), Deutschland (2,70 %), Ungarn (1,92 %), Serbien (1,45 %), Ukraine (1,17 %), Bosnien und Herzegowina (1,14 %), Kroatien (0,92 %) und die Slowakei (0,88 %) am häufigsten als Staatsbürgerschaft.

### Religion
Nach den Daten der Volkszählung 2001 sind 59,4 % der Einwohner römisch-katholisch und 8,4 % evangelisch. 3,1 % sind Muslime, 4,1 % gehören orthodoxen Kirchen an und 0,1 % sind israelitisch. 19,0 % der Bevölkerung haben kein religiöses Bekenntnis.

## Politik
Die erste Kommunalwahl nach dem Zweiten Weltkrieg fand 1955 statt. Seitdem wurde alle fünf Jahre, mit Ausnahme 1979, der Gemeinderat neu gewählt.
Seit 1985 gab es im Mödlinger Gemeinderat keine absolute Mehrheit. Seit 1985 bildet die ÖVP jeweils mit einer der anderen Listen eine Koalition und stellt ebenfalls seitdem den Bürgermeister und den Koalitionspartnern entsprechende Vizebürgermeister und Vizebürgermeisterinnen. Seit 2025 bilden Grüne und SPÖ erstmals eine Koalition ohne die ÖVP. Das Amt des Bürgermeisters wird in dieser Legislaturperiode aufgeteilt. Bürgermeisterin ist derzeit Silvia Drechsler (SPÖ), nach ca. 2,5 Jahren wechselt der derzeitige Vizebürgermeister Rainer Praschak (Grüne) in das Amt des Bürgermeisters.

### Im Gemeinderat gebildete Koalitionen
- 1946: SPÖ & ÖVP & KPÖ (im provisorischen Gemeindeausschuss)[64]
- 1955–1960: SPÖ (1955 erste Gemeinderatswahl nach dem Zweiten Weltkrieg)
- 1960–1965: SPÖ
- 1965–1970: ÖVP
- 1970–1975: ÖVP
- 1975–1979: SPÖ & FPÖ
- 1979–1985: SPÖ
- 1985–1990: ÖVP & Liste Wagner
- 1990–1995: ÖVP & SPÖ
- 1995–2000: ÖVP & Wir für Mödling
- 2000–2005: ÖVP & SPÖ
- 2005–2010: ÖVP & SPÖ
- 2010–2015: ÖVP & Grüne
- 2015–2020: ÖVP & Grüne
- 2020–2025: ÖVP & SPÖ
- seit 2025: Grüne & SPÖ

### Mandatsverteilung im Gemeinde und Stadtrat

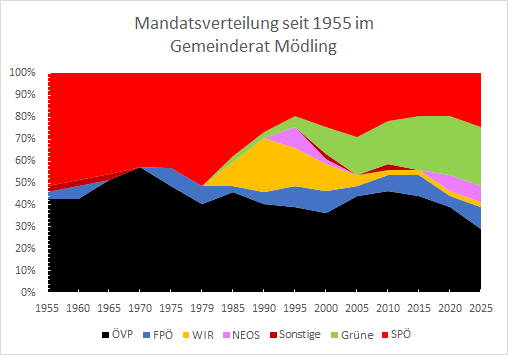

| Wahl | Summe 5 | ÖVP | Grüne 9 | SPÖ | NEOS 1 | FPÖ 7 | WIR 2 | Sonstige |
| ---- | ------- | --- | ------- | --- | ------ | ----- | ----- | -------- |
| 1955 | 35      | 15  |         | 18  |        | 1 7   |       | 1 8      |
| 1960 | 35      | 15  |         | 17  |        | 2     |       | 1 8      |
| 1965 | 35      | 18  |         | 16  |        |       |       | 1 8      |
| 1970 | 35      | 20  |         | 15  |        |       |       |          |
| 1975 | 37      | 18  |         | 16  |        | 3     |       |          |
| 1979 | 37      | 15  |         | 19  |        | 3     |       |          |
| 1985 | 37      | 17  | 1       | 14  |        | 1     | 4     |          |
| 1990 | 37      | 15  | 1       | 10  |        | 2     | 9     |          |
| 1995 | 41      | 16  | 2       | 8   | 4      | 4     | 7     |          |
| 2000 | 41      | 15  | 5       | 10  | 1      | 4     | 5     | 1 3      |
| 2005 | 41      | 18  | 7       | 12  |        | 2     | 2     |          |
| 2010 | 41      | 19  | 8       | 9   |        | 3     | 1     | 1 4      |
| 2015 | 41      | 18  | 10      | 8   |        | 4     | 1     |          |
| 2020 | 41      | 16  | 11      | 8   | 3      | 2     | 1     |          |
| 2025 | 41      | 12  | 11      | 10  | 3      | 4     | 1     |          |

| Wahl | Summe 6 | ÖVP | Grüne 9 | SPÖ | NEOS 1 | FPÖ | WIR 2 | Sonstige |
| ---- | ------- | --- | ------- | --- | ------ | --- | ----- | -------- |
| 2015 | 12      | 6   | 3       | 2   |        | 1   |       |          |
| 2020 | 14      | 6   | 4       | 3   | 1      |     |       |          |
| 2025 | 11      | 3   | 3       | 3   | 1      | 1   |       |          |

### Bürgermeister
- 1593–1611: Georg Wiesing (als kaiserlicher Verwalter)
- 1680er: Ignaz Viechtl (als Marktrichter, v. Beruf Müller)
- 1822–1848: Anton Bayer (längst amtierender)
- 1848–1861: Josef Scheffer
- 1861–1864: Johann Aichinger
- 1864–1868: Johann Nowotny-Mannagetta
- 1870–1873: Johann Aichinger
- 1873–1882: Josef Schöffel
- 1882–1885: Johann Nehammer
- 1885–1888: Alois Specht
- 1888–1890: Gustav Adolph
- 1890–1910: Jakob Thoma (CSP)
- 1910: Josef Sarauer (geschäftsführender Vizebürgermeister)
- 1910–1911: Jakob Schafhauser
- 1911–1918: Thomas Thamussino
- 1918: Hugo Ritter von Grimm (Gerichtskommissär)
- 1918–1919: Volksrat mit den Vorsitzenden Ferdinand Buchberger, Adolf Rziha und August Segur-Cabanac (abgelöst am 31. März 1919 durch Robert Mutschlechner)
- 1919–1922: Ferdinand Buchberger (SDAP), erster sozialistischer nach erster allgemeinen Gemeinderatswahl
- 1922–1925: Josef Lowatschek (CSP), ab 1924 durch das Land NÖ als Gemeindeverwalter bestellt, da nach den SDAP auch die CSP Gemeinderatsmitglieder ihr Mandat zurücklegten
- 1925–1929: Ferdinand Buchberger (SDAP)
- 1929–1934: Hans Schürff (GDVP)
- 1934–1938: Josef Lowatschek (CSP), als Gemeindeverwalter u. design. Bürgermeister
- 1938 (12. März. – 14. Oktober): Gustav Hartmann (designierter Bürgermeister)
- 1938–1954: Mödling in Wien eingemeindet, ab 1946 war Ferdinand Buchberger und ab 1951 Josef Deutsch als designierter Bürgermeister durch den provisorischen Gemeindeausschuss und später Gemeinderat gewählt und als Ortsvorsteher mit den Funktionen des Bezirksvorstehers betraut[66]
- 1954–1955: Carl Zwilling (ÖVP), provisorisch bis zur ersten Gemeinderatswahl 1955
- 1955–1965: Josef Deutsch (SPÖ)
- 1965–1972: Karl Stingl (ÖVP)
- 1972–1975: Rudolf Schwarzrock (ÖVP)
- 1975–1980: Heinrich Horny (SPÖ),[85] mit halbjähriger Unterbrechung 1979, durch Rücktritt aller ÖVP Gemeinderäte wurde ein Regierungskommissär (Walter Gamauf) eingesetzt
- 1980–1982: Friedrich Lehr (SPÖ)
- 1982–1985: Werner Burg (SPÖ)
- 1985–2003: Harald Lowatschek (ÖVP)
- 2003–2024: Hans Stefan Hintner[86] (ÖVP) (längst amtierender Bürgermeister seit Stadterhebung (1875))[87]
- 2024–2025: Michael Danzinger (ÖVP)[87]
- Seit 2025[84]: Silvia Drechsler[88] (erste Bürgermeisterin)

### (1.) Vizebürgermeister
- 1946: Carl Zwilling (ÖVP) und Josef Dworschak (KPÖ),[66] designiert da noch in Wien eingemeindet
- 1954–1955: Josef Deutsch (SPÖ)
- 1970: Friedrich Lehr (SPÖ), in Opposition
- 1975–1979: 1. Harald Ofner (FPÖ),[89] 2. Harald Lowatschek (ÖVP), 3. Friedrich Lehr (SPÖ)
- 1979–1980: Friedrich Lehr (SPÖ), Harald Lowatschek (ÖVP)
- 1980–1982: Werner Burg (SPÖ), Harald Lowatschek (ÖVP)[90]
- 1985–1990: Pepi Wagner (Liste Wagner)
- 1990–1995: Robert Karpfen (SPÖ)
- 1995–2000: Pepi Wagner (WIR)
- 2000–2010: Andreas Holzmann (SPÖ), bis 2015 Vizebürgermeister in Opposition
- 2010–2020: Gerhard Wannenmacher (Grüne), ab 2015: 2. Ferdinand Rubel (ÖVP)
- 2020–2025: Silvia Drechsler (erste Frau als Vizebürgermeisterin; SPÖ), 2. Rainer Praschak (Grüne), 3. Ferdinand Rubel (ÖVP)
- 2025–2027[84]: Rainer Praschak (Grüne);[88] 2. & 3. Vizebürgermeisterposten abgeschaffen[91]

## Kultur und Sehenswürdigkeiten

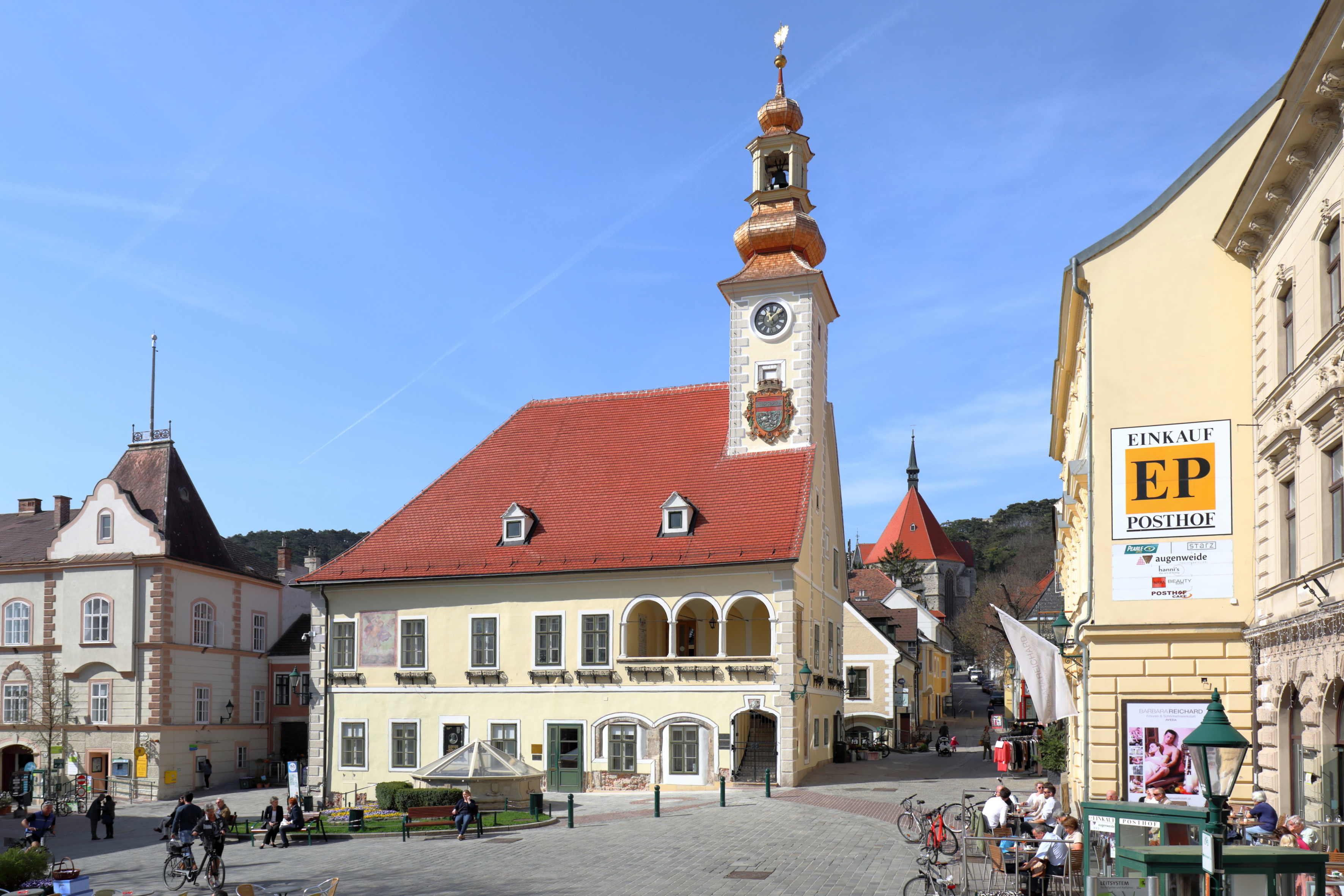
Altes Rathaus am Schrannenplatz

Die gut erhaltene und renovierte Altstadt steht unter dem Schutz der Haager Konvention zum Schutz von Kulturgut bei bewaffneten Konflikten und ist mit der im Jahr 1976 eingerichteten Fußgängerzone in der Kaiserin Elisabethstraße und dem Schrannenplatz einladend gestaltet, genutzt und vielseitig bespielt.
Aufgrund seines Ambientes hat sich Mödling auch einen Ruf als Hochzeitsstadt erworben. So ist im Altstadtzentrum, im alten Rathaus am Schrannenplatz das Standesamt zentral gelegen.
Eingebettet in malerische Landschaft und dessen Gestaltung als Landschaftspark, mit zahlreichen romantischen Ruinen, war Mödling ab dem Biedermeier ein von Künstlern häufig besuchtes Ausflugsziel.
Zentral hierbei ist die, der Altstadt angeschlossenen Klausen mit der Burgruine Mödling, die auf den Resten der ehemaligen herzoglichen Burg Mödling steht. Letztere zählt zu den drei von Walther von der Vogelweide besungenen Orten, an denen er besonders gefördert wurde.
In den von Kletterern geschätzten Felsen der Klausen wachsen seltene Pflanzen, wie die Mödlinger Feder-Nelke (Dianthus plumarius subsp. neilreichii), die erst Mitte des 19. Jahrhunderts von dem Botaniker August Neilreich entdeckt wurde, oder der Deutsche Alant (Inula germanica). Hier zieren außerdem große Bestände der seltenen Schwarz-Föhre (Pinus nigra subsp. nigra) das pittoreske Tal entlang des Mödlingbach.
Neben der geschützten Altstadt und der Klausen, gibt es noch das Naturschutzgebiet am Eichkogel, der auf seinen Halbtrockenrasen seltene Pflanzen, wie das vom Aussterben bedrohte Knollen-Brandkraut (Phlomis tuberosa) und andere beherbergt, sowie einen freien und weiten Ausblick auf das Wiener Becken und reichen Weinbau bietet.

### Sehenswürdigkeiten

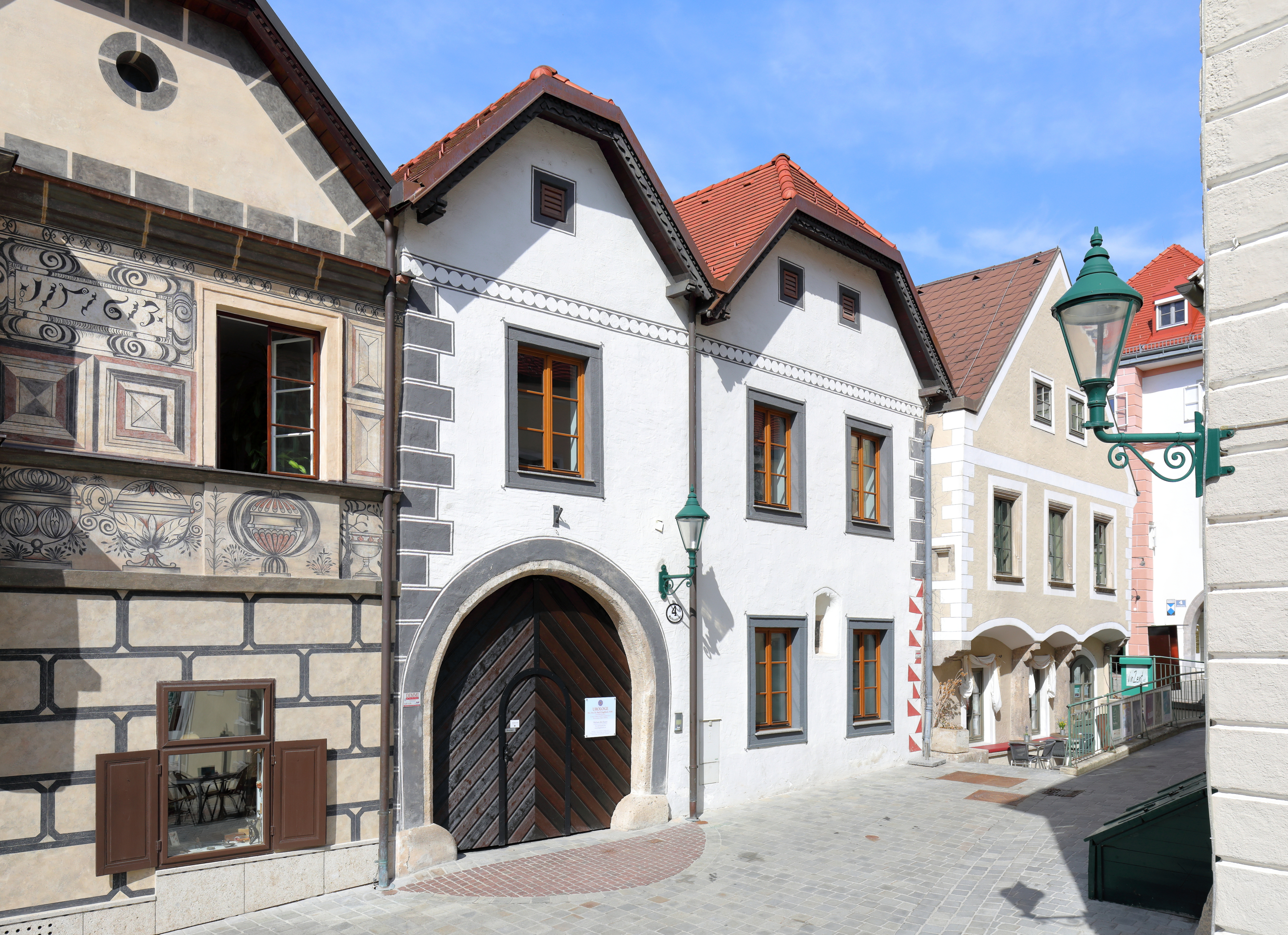
Bürgerhäuser in der Rathausgasse

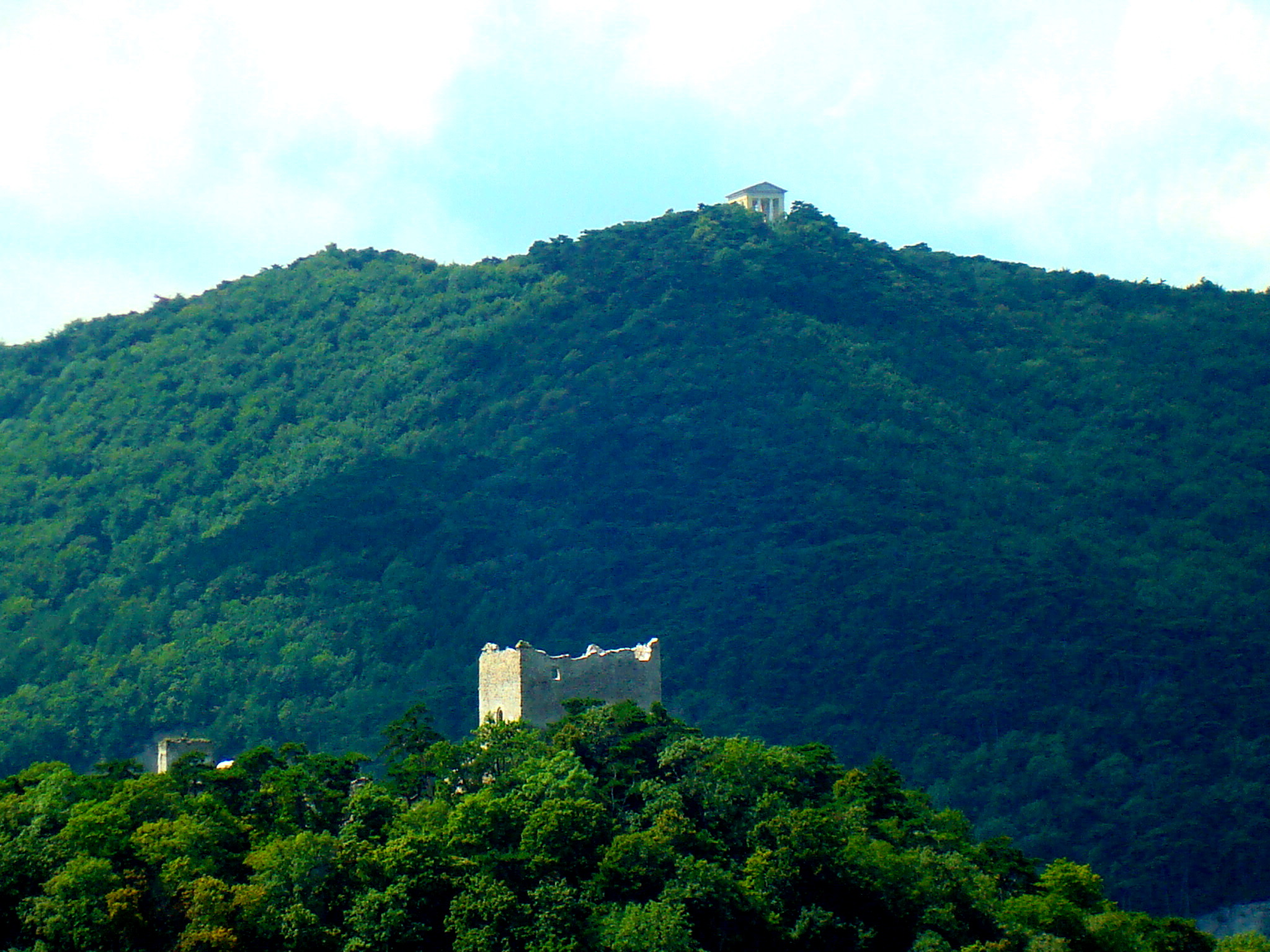
Ruine Burg Mödling und dahinter der Husarentempel auf den Ausläufer des Anningers, gesehen von oberhalb der Klausen

- St. Othmarkirche, erbaut im 15. Jahrhundert, gotisch, mit einem Karner
- Pfarrkirche Mödling-Herz Jesu
- Spitalskirche Mödling
- Evangelische Pfarrkirche Mödling
- Burg Mödling
- Husarentempel am kleinen Anninger
- Schwarzer Turm
- Aquädukt Mödling
- Hyrtl’sches Waisenhaus
- Altes Rathaus

### Museen
- Museum Mödling im Thonetschlössl
- Volkskundemuseum
- Stadtverkehrsmuseum (Straßenbahnmuseum)
- Drach Hof und Gedenkstätte
- Essinger-Haus
- Beethoven-Gedenkstätte im Hafnerhaus
- Wohnhaus des Komponisten Arnold Schönberg zwischen 1918 und 1925
- Galerie im Rathaus

### Bühnen
- Stadttheater Mödling
- Bühne Mayer (im Mautwirtshaus)
- Mödlinger Puppenkiste

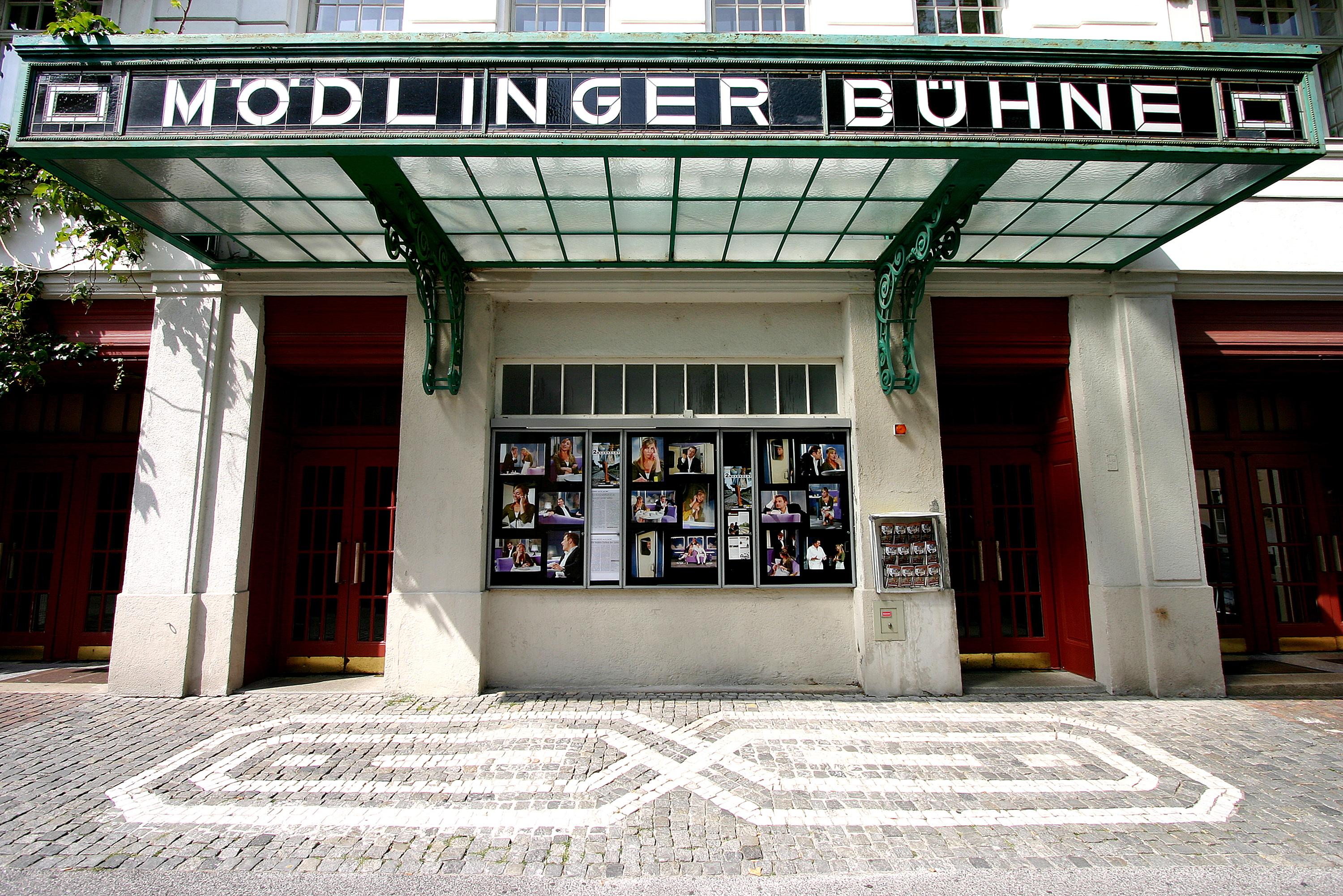
Eingang zum Stadttheater Mödling in der mödlinger Altstadt

- Theater im Bunker, befindet sich in einem ehemaligen Luftschutzstollen in der Vorderbrühl
- Komödienspiele, Sommertheater im Stadttheater[Anm. 2]
- Sommertheater im Konzerthof der Stadtgemeinde Mödling
  - 2000 bis 2024: Shakespeare in Mödling (Intendanz Nicole Fendesack)[92]
  - ab 2025: Theater/Ab/Hof (Intendanz David Czifer, Clemens Fröschl und Samantha Steppan)[93]

- Stadtgalerie Mödling Veranstaltungszentrum
- Raiffeisen Forum Mödling
- Redbox (Haus der Jugend)

### Feste

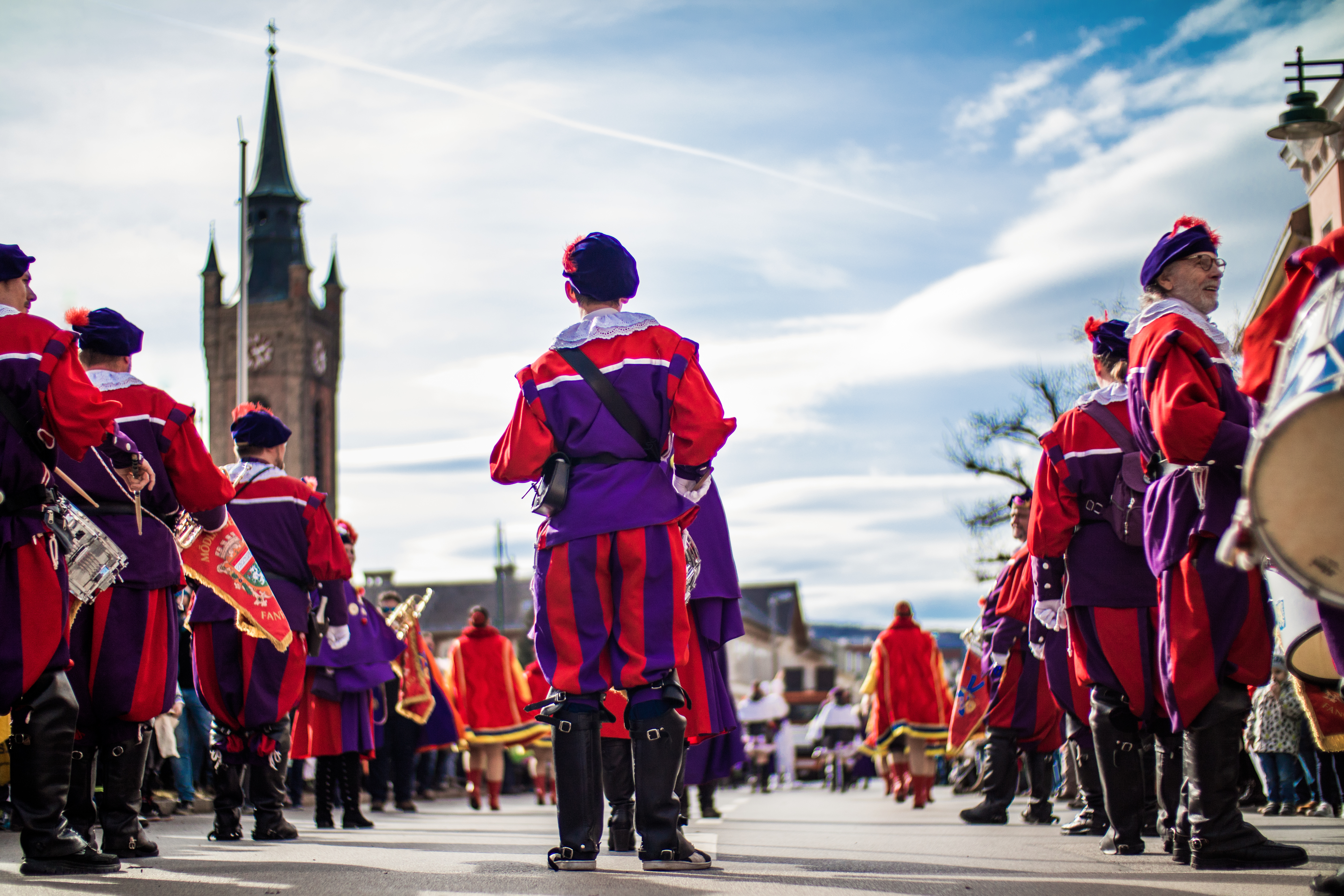
Start des größten Faschingsumzugs in NÖ bei der Waisenhauskirche, zum 50. mal am Faschingssonntag 2019

- Mödlinger Fasching (inkl. Umzug seit 1969)[68]
- Weinfest Mödling
- Genussmeile
- Grünes Wanderkino und Parkfest
- Podium Festival (Kammermusik)
- Sturm und Klang Festival (Alternativmusik)
- Silvester am Schrannenplatz
- Diverse 1. Mai Feste (u. a. zunächst ab dem späten 19. Jh. als sozialistische Familienfeste im Prießnitztal)
- Mödlinger Krimi- & Literaturnacht
- Mödlinger LITEROTIK-Nacht
- Autofreier Tag – Streetevent & OpenDOOR
- Lange Einkaufsnacht
- Streetfood City-Mödling
- Straßenspektakel rund um das Schöffel-Haus
- Regional und Kostbar Markt
- Kunsthandwerksmarkt Mödling
- Mittelalterfest zu Mödling

#### Mödlinger Advent
- Adventmarkt in der Altstadt
- Eva`s Adventmarkt am Hyrtl-Platz
- Mödlinger Mittelalteradvent

### Wochenmärkte
- Bauernmarkt in der Altstadt
- Bauernmarkt in der Schöffelstadt
- Bauernmarkt in der Kolonie
- Bauernmarkt vor dem Museum

### Flohmärkte
- Flohmarkt des Roten Kreuzes
- Flohmarkt in der Altstadt
- Flohmarkt Gymnasium Bachgasse
- Flohmarkt Lowatschekgasse 17
- Flohmarkt im Neusiedlerviertel
- Flohmarkt im Schöffelpark
- Großer Kindersachenflohmarkt im Schwarzrockpark
- Kindersachenflohmarkt im Museumspark

### Sportstätten
- Stadtbad Mödling (inkl. Kunsteisbahn & Hallenbad)
- Sportzentrum Mödling
- Stadion Mödling
- ASV Hinterbrühl – Mödling
- Turnplatz des ÖTB TV Mödling
- „Alle Neune“ (Kegelbahn)
- Tennisclub Union Mödling
- Brühl Mödlinger Tennis Club
- rocktopia – die Kletterhalle
- Robert Karpfen Klettersteig

### Tanz
- DrumArt – drum & dance – Kulturraum
- Ballettschule Schwamberger

### Vereine

#### Sport
- AFC Rangers (American Football)
- FC Admira Wacker Mödling (Fußball)
- UEC Mödling (Eishockey)
- ÖTB TV Mödling
- Sportunion Mödling
- Österreichischer Alpenverein Mödling

#### Sonstige
- Verein der Naturfreunde in Mödling (gegründet 1877); nicht ident mit der Gruppe Mödling der Naturfreunde
- Mödlinger Künstlerbund
- Mödlinger Förderungsverein (Faschingsverein)
- Pfadfinder Mödling
- ARBÖ Mödling (gegründet 1930)

## Bildung, Gesundheit, Verwaltung und Soziales
Als Bezirkshauptstadt ist Mödling Sitz einer Reihe bedeutender Verwaltungsstellen.
In Mödling befindet sich:
- die Bezirkshauptmannschaft des gleichnamigen Bezirks
- ein Finanzamt
- das Bezirksgericht Mödling
- das Österreichische Gesundheitskasse – Kundenservice Mödling

Die Gemeinde Mödling sieht sich mit ihren vielen Schulen als Schulstadt und ist speziell mit ihrem Landesklinikum Thermenregion Mödling ein wichtiges regionales Gesundheitszentrum.

### Bildung

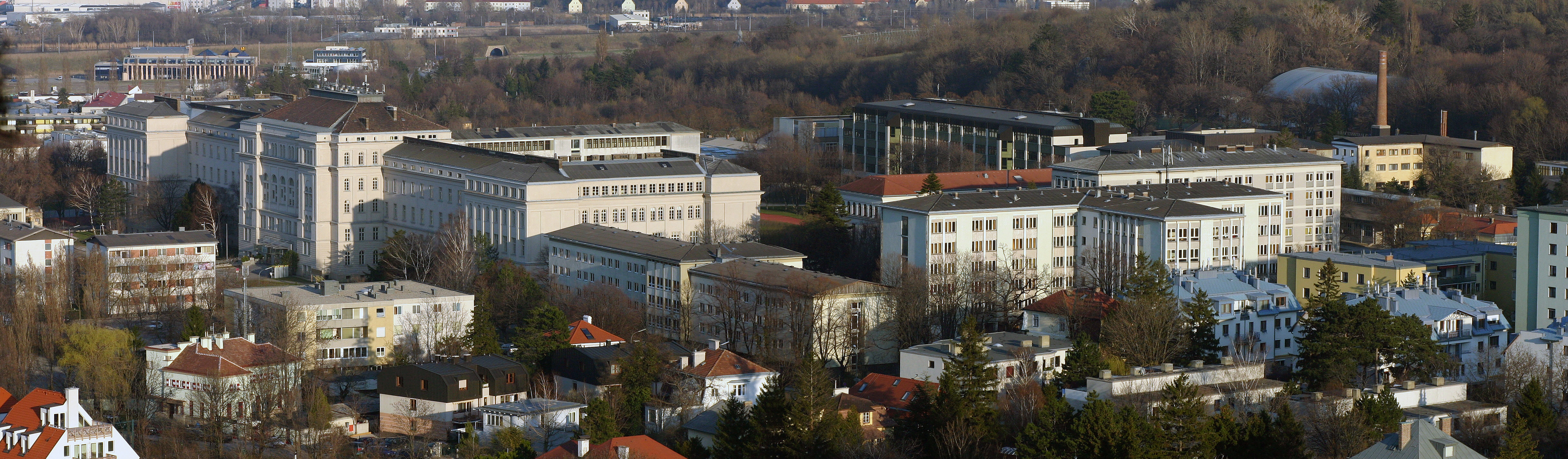
Die HTL Mödling ist mit rund 3500 Schülern die größte Schule Österreichs und eines der größten Ausbildungsinstitute Europas im technischen Bereich

- Insgesamt 17 Kindergärten, inklusive Wald-, Montessori-, Waldorf- und acht Landeskindergärten.
- Vier Volks- und zwei neue Mittelschulen
- Polytechnische Schule
- Höhere Technische Bundeslehr- und Versuchsanstalt
- Vienna Business School Mödling, Handelsakademie der Wiener Kaufmannschaft
- Höhere Lehranstalt für Mode & Bekleidungstechnik oder Produktmanagement & Präsentation
- Bundesgymnasium und Bundesrealgymnasium Keimgasse Mödling
- Bundesgymnasium und wirtschaftskundliches Bundesrealgymnasium Untere Bachgasse
- Beethoven-Musikschule
- Josef Schöffel Schule
- Volkshochschule
- WIFI (Zweigstelle)
- BPI Mödling der ÖJAB – Dr. Bruno Buchwieser-Gasse

#### Bibliotheken
- Bücherei Mödling
- Bücherei der Evangelikale Freikirchliche Gemeinde Mödling

### Gesundheit
- Landesklinikum Mödling
- Österreichisches Rotes Kreuz Bezirksstelle Mödling (inkl. Festsaal)
- Diagnosezentrum Mödling
- Institut für bildgebende Diagnostik
- Villa Medica
- Physikalisches Institut Mödling
- Suchtberatung Mödling (Anton-Proksch-Institut)
- Rehabilitation am Husarentempel (Anton-Proksch-Institut)
- Institut für veterinärmedizinische Untersuchungen Mödling, Leitinstitut des Geschäftsfeldes Tiergesundheit[49] der Agentur für Gesundheit und Ernährungssicherheit (AGES)

### Soziales
- Psychosoziales Gesundheitszentrum
- Wohngruppen Mödling (Caritas Österreich)
- Sozialstation Mödling, Pflege Zuhause (Caritas Österreich)
- Landespflegeheim Mödling
- KOBV der Behindertenverband Mödling und Umgebung
- Hilfswerk Mödling
- die möwe –Kinderschutzzentrum
- Sozialmarkt Soogut

#### Jugendeinrichtungen
- Haus der Jugend (inkl. Redbox)
- Waggon Jugendberatungsstelle

#### Asyl
- ÖJAB-Haus Mödling
- Tralalobe Haus Mödling
- BACH Bildungszentrum (Diakonie Österreich)
- Connect Mödling
- Sonderbetreuungsstelle Niederösterreich (ehemals Liese Prokop-Integrationswohnhaus), des Bundesministeriums für Inneres

#### Sozialer Wohnbau
- Gemeindebau der Stadtgemeinde Mödling
- Baugenossenschaft Mödling
- WET gemeinnützige WohnbaugesmbH

#### Diverses
- Arbeitsmarktservice (AMS) Mödling
- Kammer für Arbeiter und Angestellte für Niederösterreich (AK) Bezirksstelle Mödling (inkl. öffentliche Bibliothek)
- Wirtschaftskammer Österreich (WKO) Niederösterreich Bezirksstelle Mödling
- Landeskriminalamt Niederösterreich – Außenstelle Mödling
- Volksheim Josef Schöffel-Haus (ehemaliges Kinderfreundeheim (1918),[53] davor Gasthaus Hollecek)
- Gemeindehaus der Evangelischen Pfarrgemeinde Mödling (ehemaliger öffentlicher Kindergarten und Arbeitsschule des Evangelischen Frauen-Vereins in Mödling von 1877)
- Hand.Werk.Stadt – Halle 6 – Makerspace
- Book & Cook
- Kloster des Trinitarierordens

## Wirtschaft und Infrastruktur

### Wirtschaft
Ursprünglich ein geschätzter Weinhauerort, Markt, Ort mit hoher Mühlendichte und dann später Kurort, war Mödling zuletzt durch Großbetriebe geprägt. Viele der Großbetriebe sind nach Wiener Neudorf in das Industriezentrum Niederösterreich Süd abgewandert, wenn auch vereinzelt noch Betriebe wie von Knorr-Bremse oder das EVN-Fernwärmekraftwerk ansässig sind.
Heute dominiert das Kleingewerbe, welches jedoch teilweise Jahrhunderte alte Familienbetriebsgeschichte nachweisen kann. So sind z. B. der zentrale Eisenhandel Krawany oder die Lebzelterei Rachenzentner, beide seit der zweiten Hälfte des 17. Jh. (1663; 1696) an heutiger Stelle angesiedelt und seit dem 19. Jh. (1842; 1807) unter dem heutigen Namen im Familienbetrieb.
Der Dienstleistungssektor ist ausgeprägt und diversifiziert, auch im TV oder vermehrt Startup Bereich.

### Energiewirtschaft
Mödling ist im dicht verbauten Gebiet fast vollständig mit biogener Fernwärme, welche im Biomasseheizkraftwerk Mödling erzeugt wird, aufgeschlossen. Die öffentlichen Gebäude, wie Schulen, Ämter und Kranken- und Pflegeanstalten, als auch großvolumige Wohnbauten werden mit dieser Fernwärme versorgt.
Vereinzelt versucht die Gemeinde Solarenergie auf Dachflächen von Gemeindegebäuden zu nutzen und stadtklimatische Maßnahmen zu setzen.
Aufgrund der ehemaligen Eingemeindung in Groß-Wien teilen sich heute die Wiener Netze und das EVN Netz das Gebiet.

### Verkehr

#### Öffentlicher Nahverkehr

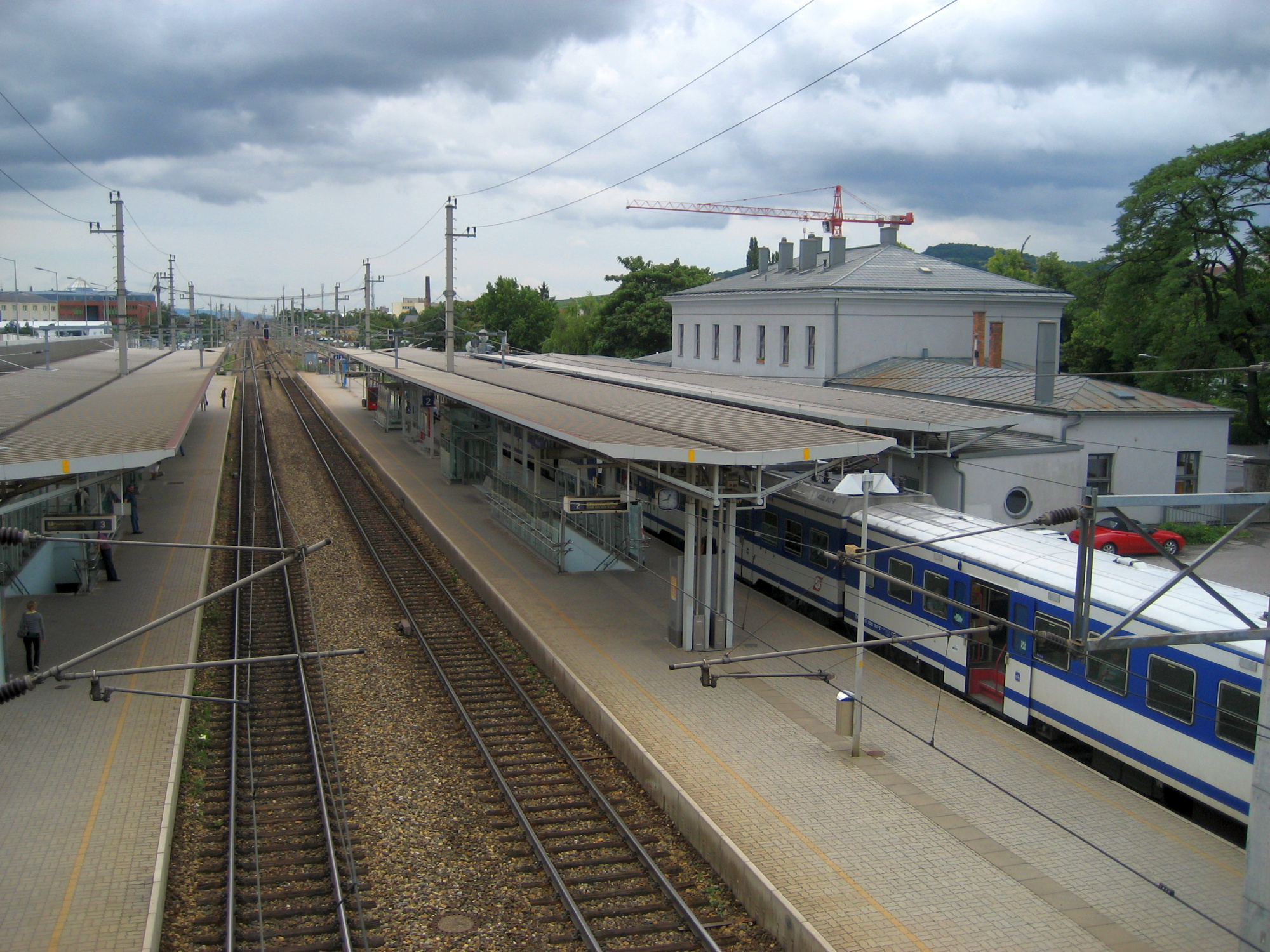
Der Bahnhof Mödling von der Überfahrtsbrücke aus gesehen

Mödling und speziell der Bahnhof ist ein wichtiger Verkehrsknotenpunkt des öffentlichen Verkehrs im Bezirk, per Schiene auf Nord-Süd-Achse und per Bus und Individualverkehr auf der West-Ost-Achse, in die Flügel des Bezirks und deren komplementäre Verkehrsinfrastruktur. Letztere West-Ost-Achse ist eine langjährige Herausforderung aufgrund des hohen Anbringerverkehrs bei gleichzeitig begrenzter Verfüg- und Belastbarkeit von Straßenzügen.
Die Stadt wird von der Südbahn durchquert, die mit Schnellbahn und Regionalzügen eine schnelle Verbindung nach Wien, Baden und Wiener Neustadt ermöglicht. Seit dem Fahrplanwechsel im Dezember 2019 ist Mödling an den Nächten vor Feiertagen und Wochenenden rund um die Uhr im Halbstundentakt mit Wien und im Stundentakt mit Wiener Neustadt verbunden. Der Bahnhof ist für die zahlreichen Pendler auch mit einer großzügig angelegten Park-and-Ride-Anlage ausgestattet.
Innerstädtisch gibt es einen Citybus mit vier Linien, (1, 2a, 2b, 3) welcher vom ÖBB-Postbus betrieben wird. Außerdem führen von den zwei Busbahnhöfen (Bahnhof und Badstraße) Buslinien in den ganzen Bezirk sowie auch nach Siebenhirten und Liesing (Wien 23). Auch die Shopping City Süd wird durch die Buslinie 207 erschlossen.
Komplementiert wird das Angebot des öffentlichen Verkehrs durch weitere Angebote im Bezirk: Zu nennen sind hier etwa die Badnerbahn, die ebenfalls an das Netz des Citybusses angeschlossen ist, sowie die Innere Aspangbahn und die Pottendorfer Linie.

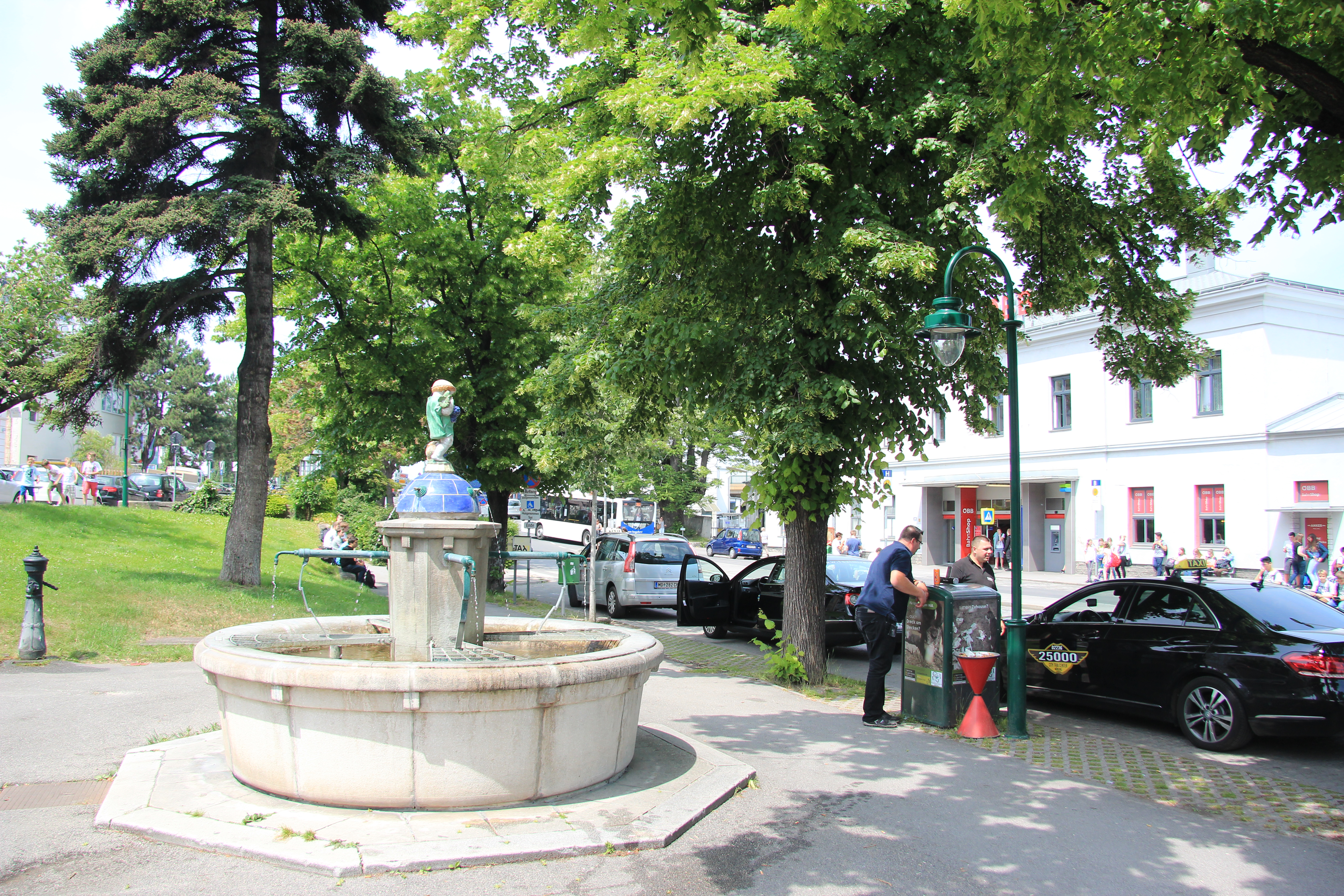
Park beim Bahnhofsplatz

Es gibt seit Jahren Bestrebungen, den Bahnhofsvorplatz zu renovieren und den Busbahnhof zu modernisieren; die Stadt Mödling hat auch schon eine Designstudie vorgestellt, bisher ist aber kein konkretes Datum bekannt. 2014 wurde der vor allem im Schülerverkehr zur HTL Mödling bedeutende Busbahnhof Badstraße umgebaut.

#### Weitere Verkehrsangebote
Seit den 2010er Jahren gibt es öffentlich gefördertes E-Carsharing, seit 2018 werden mehrere Standorte erfolgreich angeboten und weitere unter das gemeindenübergreifende Modell sharetoo geplant.
Mödling verfügt über ein Kurzparksystem, das Mitglied bei m-parking ist.
Die Stadt verfügt über ein besonders großes Netz von Radwegen, das unter der Regierungsbeteiligung der Grünen in den letzten Jahren massiv ausgeweitet worden ist. Das niederösterreichweite öffentliche Nextbike Bikesharing Standortenetz bietet mehrere Standorte in der Stadt.
Die Autobahnanschlussstelle Mödling an die Süd Autobahn A2 ist zugleich die Anschlussstelle für die Shopping City Süd außerhalb der Stadt.
Weitere hochrangige Straßen im Großraum Mödling sind etwa die Außenring Autobahn A21, die Außenring Schnellstraße S1 und die Triesterstraße parallel zum ehemaligen Wiener Neustädter Kanal.

#### Verkehrsgeschichte
Von historischem Interesse ist in Bezug auf Verkehr noch
- die erste elektrische Bahn Österreichs, sowie weltweit erste elektrische Straßenbahn im engeren Sinn, welche einen Dauerbetrieb aufrechterhielt,[36] die ehemalige elektrische Straßen- bzw. Lokalbahn Mödling–Hinterbrühl nach Hinterbrühl
- die ehemalige Laxenburger Bahn (oder „Kaiserbahn“) nach Laxenburg sowie
- die ab 1887 von Perchtoldsdorf nach Mödling geführte Dampftramway, ab 1907 als wiener Straßenbahn, ab 1921 elektrisch als 360er Linie, 1967 als Straßenbahn eingestellt und seitdem als Buslinie geführt[99][39]

Die Geschichte des Mödlinger Verkehrs wird heute im Mödlinger Stadtverkehrsmuseum aufgearbeitet und ausgestellt.

## Städtepartnerschaften
Mödling pflegt Städtepartnerschaften und eine Städtefreundschaft mit
- Esch an der Alzette, Luxemburg seit 1956
- Offenbach am Main, Deutschland seit 1956
- Puteaux, Frankreich seit 1956
- Zemun, Serbien seit 1956
- Velletri, Italien seit 1957
- Kőszeg, Ungarn seit 1989
- Vsetín, Tschechien seit 2004
- Obsor, Bulgarien seit 2011
- Zottegem, Belgien seit 2007
- Dirmstein, Deutschland seit 1971 (Städtefreundschaft)

## Persönlichkeiten

### Söhne und Töchter der Stadt
In dieser Aufstellung sind zahlreiche Personen aufgeführt, die bedingt durch den Standort des Krankenhauses ihren Geburtsort Mödling haben, sonst aber kaum einen Bezug zur Stadt haben.

#### Bis 1900
- Gertrud von Babenberg (1226–1288)
- Michael Aigner (unbekannt–1516), Zisterzienser und Abt des Stiftes Heiligenkreuz
- Jakob Thoma (1848–1910), Landtagsabgeordneter (CS) und Bürgermeister von Mödling (1890–1910)
- Carl Freiherr von Merode (1853–1909), Landschaftsmaler
- Maria Janitschek (1859–1927), Schriftstellerin
- Anton Dietl (1868–1945), tschechisch-deutscher Politiker (DSAP)
- Paula von Lichtenfels (1869–nach 1905), Pianistin, Opernsängerin und Gesangspädagogin
- Carl Prohaska (1869–1927), Komponist, Musikpädagoge und Dirigent
- Marian Smoluchowski (1872–1917), Physiker
- Robert Bartsch (1874–1955), Jurist und Hochschullehrer
- Adolf Rziha (1875–1962), Rennrodler und Kommunalpolitiker
- Hans Schürff (1875–1939), Politiker
- Robert Müller (1877–1942), Filmmanager, -verleiher und -produzent
- Walther Schmied-Kowarzik (1885–1958), Philosoph
- Hermann Josef Ullrich (1888–1982), Komponist und Musikschriftsteller
- Hermann Buchinger (1890–1958), Politiker (SPÖ)
- Josef Deutsch (1890–1970), Politiker (SPÖ), Bürgermeister und Abgeordneter
- Heinrich Demelius (1893–1987), Rechtshistoriker
- Emmy Haesele (1894–1987), Grafikerin und Malerin
- Egon Neumann (1894–1948), Komponist und Kapellmeister
- Adalbert Duschek (1895–1957), Mathematiker
- Otto Brunner (1898–1982), Historiker

#### 1901 bis 1950
- Rudolf Seiden (1900–1965), Chemiker und Zionist
- John H. Richter (1901–1976), austroamerikanischer Agrarökonom
- Heinrich Kunnert (1904–1979), Bibliothekar und Archivar
- Alfred Maleta (1906–1990), Politiker, Nationalratspräsident
- Josef Rohata (1909–1989), Politiker (SPÖ) und Buchdrucker
- Francis Walter (1909–2002), britischer Skilangläufer
- Arthur Mussil (1911–1999), Politiker (ÖVP)
- Gustav A. Wetter (1911–1991), Jesuit
- Joseph Abileah (ursprünglich Wilhelm Niswiszki) (1915–1994), israelischer Violinist und Friedensaktivist, 1948 erster verurteilter israelischer Kriegsdienstverweigerer
- Lisl Engels (1916–2006), Malerin
- Maria von Schmedes (1917–2003), Sängerin und Schauspielerin
- August Ségur-Cabanac (1922–2011), General
- Peter Weiser (1926–2012), Journalist und Generalsekretär des Wiener Konzerthauses
- Roland Moebius (1929–2020), Architekt
- Leo Tichat (1930–2012), Künstler
- Christine Haager (1938–2018), Politikerin (SPÖ)
- Herwig Stiegler (* 1938), Rechtshistoriker
- Werner Gamerith (* 1939), Umweltaktivist, Autor und Fotograf
- Dany Sigel (* 1939), Schauspielerin und Musicaldarstellerin
- Ludwig Reich (* 1940), Mathematiker und Hochschullehrer
- Martin Seger (* 1940), Universitätsprofessor der Geographie
- Dieter Stanfel (1940–2024), Jurist und Fachbuchautor
- Werner Stanzl (* 1941), Journalist und Dokumentarfilmer
- Ilse Draxler (* 1942), Paläobotanikerin
- Wolfgang Holzner (1942–2014), Ökologe, Botaniker und Japanologe
- Wilhelm Brauneder (* 1943), Jurist
- Peter König (* 1943), Kunsthistoriker und Denkmalpfleger
- Franz Koglmann (* 1947), Jazzmusiker
- Elisabeth Bleyleben-Koren (* 1948), Bankmanagerin
- Erhard Stackl (* 1948), Journalist und Autor
- Erich Tromayer (1948–2024), Goldschmied, Kunsthändler und Sachverständiger
- Herbert Kaufmann (* 1949), Politiker (SPÖ) und Vorstand der Flughafen Wien AG
- Wolfgang Kos (* 1949), Journalist und Historiker
- Wolfgang Katzer (* 1950), Komiker
- Harald Kritz (* 1950), Mediziner
- Werner Mohl (* 1950), Herzchirurg, Hochschullehrer
- Ferdinand Opll (* 1950), Historiker und Archivar

#### Ab 1951
- Bruno Liberda (* 1953), Komponist
- Robert Beigl (1954–1996), Ordenspriester
- I Stangl (* 1954), Kabarettist
- Manfred Zeller (1954–2021), Maler, Grafiker, Kulturveranstalter und Politiker
- Wilfried Satke (* 1955), Gitarrist und Komponist
- Dieter Chmelar (* 1957), Journalist, Moderator und Kabarettist
- Fritz Drazan (1957–2019), Fußballspieler und -trainer
- Ilse Hans (* 1957), Politikerin (FPÖ)
- Dietmar Schermann (* 1957), Komponist und Hochschullehrer
- Leo Bei (* 1958), Musiker
- Kurt Pongratz (* 1958), Fernsehregisseur
- Reinhard Scolik (* 1958), Jurist und Fernsehdirektor des Bayerischen Rundfunks
- Ronnie Leitgeb (1959–2022), Tennistrainer
- Michael Spindelegger (* 1959), Politiker (ÖVP)
- Wolfgang Hesoun (* 1960), Manager und Generaldirektor der Siemens AG, Österreich
- Diego Donnhofer (* 1961), Drehbuchautor, Regisseur und Produzent
- Susanne Rieß (* 1961), Abgeordnete zum Nationalrat (FPÖ)
- Raimund Bahr (* 1962), Historiker und Publizist
- Sonja Martin (1962–2019), Schauspielerin und Fotomodel
- Gery Keszler (* 1963), Gründer und Organisator des Life Balls
- Karin Schäfer (* 1963), Bühnenkünstlerin
- Bernhard Vock (* 1963), Abgeordneter zum Nationalrat (FPÖ)
- Hans Stefan Hintner (* 1964), Journalist und Politiker (ÖVP)
- Martin Krammer (* 1964), Designer, Bildhauer und Lehrer
- Manfred Zsak (* 1964), Fußballnationalspieler
- Paul Harather (* 1965), Filmregisseur, Produzent und Drehbuchautor
- Georg Heu (* 1965), Fußballspieler und -trainer
- Andrea Weber (* 1965), Wirtschaftswissenschaftlerin und Hochschullehrerin
- Ernst Aigner (* 1966), Fußballspieler
- Mario Gonzi (* 1966), Jazzmusiker
- Michael Jursa (* 1966), Altorientalist
- Gerda Drabek (* 1967), Schauspielerin
- Rupert Huber (* 1967), Komponist und Pianist
- Christoph Kainz (* 1967), Politiker (ÖVP)
- Leonhard Paul (* 1967), Musiker
- Bernhard Stöhr (* 1967), Journalist, Sportmoderator beim ORF
- Michael Buchleitner (* 1969), Hindernis- und Langstreckenläufer
- Karin Gayer (* 1969), Schriftstellerin
- Elisabeth Kaufmann-Bruckberger (* 1970), Abgeordnete zum Nationalrat (FRANK, BZÖ, FPÖ)
- Stephan Marasek (* 1970), Fußballnationalspieler
- Thomas Schwarzmann (* 1971), Entertainer, Moderator, Musiker und Sänger
- Elie Rosen (* 1971), Jurist und Vertreter des österreichischen Judentums
- Vivian Bartsch (* 1972), Theater- und Filmschauspielerin
- Alex Kristan (* 1972), Stimmenimitator und Kabarettist
- Wolfgang Liemberger (* 1972), Drehbuchautor und Filmregisseur
- Marion Maruska (* 1972), Tennisspielerin
- Skero (* 1972), Hip-Hop-Musiker und Street-Art-Künstler
- Thomas Aigner (* 1973), Historiker
- Andreas Babler (* 1973), Politiker (SPÖ)
- Dietmar Baurecht (* 1973), Politiker (SPÖ)
- Bernhard Fink (* 1973), Humanbiologe
- Nina Maron (* 1973), Künstlerin
- Thomas Rösner (* 1973), Dirigent
- Gregor Gatscher-Riedl (* 1974), Historiker, Journalist und Archivar
- Markus Scharrer (* 1974), Fußballspieler
- Nino Tomaschek (* 1976), Wissenschaftstheoretiker und -manager
- Bernd Richard Deutsch (* 1977), Komponist
- Christian Hafenecker (* 1980), Politiker (FPÖ)
- Christian Stephan (* 1980), Fernsehmoderator
- Christine Reiler (* 1982), Miss Austria 2007
- Katharina Kucharowits (* 1983), Politikerin (SPÖ)
- Gerhild Steinbuch (* 1983), Schriftstellerin
- Michael Strasser (* 1983), Extremsportler
- Georg Lauscha (* 1987), Radrennfahrer
- Kristina Inhof (* 1988), Moderatorin
- Patrick Konrad (* 1991), Radrennfahrer
- Lisa Makas (* 1992), Fußballspielerin
- Martin Kraus (* 1993), Fußballspieler
- Lukas Umprecht (* 1994), Fußballspieler
- Johannes Nussbaum (* 1995), Schauspieler
- Nadine Strauss (* 1995), Beachvolleyballspielerin
- Teresa Strauss (* 1995), Beachvolleyballspielerin
- Elisabeth Straka (* 1999), Bogenschützin
- Julian Buchta (* 2000), Fußballspieler
- Julian Turi (* 2001), Fußballspieler
- Victoria Palla (* 2001), britisch-österreichische Skirennläuferin
- Katarina Pandza (* 2002), Handballspielerin

### Weitere Persönlichkeiten
- Heinrich der Ältere (1158–1223), unter seiner Herrschaft wurde die Burg Mödling errichtet
- Konrad III. von Mödling († 1283) war Augustiner-Chorherr und als Konrad III. von 1257 bis 1283 Propst des Klosterstifts Berchtesgaden
- Přemysl III. von Troppau (* um 1450; † 17. Februar 1493) war Herzog von Troppau und Domherr von Breslau, Olmütz und Wien sowie Propst der Pfarrei St. Othmar in Mödling. Er war Pfarrer zur Bauzeit der Othmarkirche, an deren Nordwand sich heute noch sein Grabstein befindet.
- Joseph von Semlin (Ali Mirza Khan) (um 1730–1824), österreichischer Offizier, persischer Erbprinz (präsumptiver Kaiser) von Indien; besaß ein Anwesen in Mödling, wo er auf seinen Wunsch hin auch beigesetzt wurde.
- Ludwig van Beethoven (1770–1827), deutscher Komponist. Er wohnte in den Sommermonaten 1818, 1819 („Hafnerhaus“) und 1820 („Christhof“) in Mödling
- Gustav Adolf von Greisinger (1793–1868), kaiserlich-österreichischer Generalmajor, Professor und Mathematiker, verstarb in Mödling
- Friedrich Julius Schüler (1832–1894), Generaldirektor der k.k. priv. Südbahn
- Josef Schöffel (1832–1910), Bürgermeister von Mödling (1873–1882), „Retter des Wienerwaldes“
- Philippine von Edelsberg (1838–1917), Opernsängerin
- Robert Eder (1848–1918), Heimatforscher, Ornithologe und Volkskundler
- Anton Paul Heilmann (1850–1912), Maler und Illustrator, verbrachte seine letzten Lebensjahre in Mödling
- Max Scheimpflug (1858–1930), mit 1. Juni 1894 Begründer des Sanatorium Vorderbrühl (Liechtensteinstraße 7–9) als chirurgisch-orthopädische Privat-Heilanstalt (Bestand mit Scheimpflug bis in die frühen 1920er Jahre)
- Mizzi Kaspar (1864–1907), langjährige Geliebte von Kronprinz Rudolf, mit dem sie angeblich den Heurigen Pferschy in der Friedrich Schiller-Straße 6 frequentierte[101], die zeitweise gegenüber in Mödling lebte und hier begraben wurde.
- Mitsuko Coudenhove-Kalergi (1874–1941), lebte in ihrem späteren Leben bis zu ihrem Tod im heutigen Stadtmuseum. Heute ist im angrenzenden Park zu ihrem Andenken ein Japanischer Garten eingerichtet.
- Arnold Schönberg (1874–1951), Komponist (Zwölftonmusik), wohnte von 1918 bis 1925 in Mödling. Das ehemalige Wohnhaus in der Bernhardgasse 6 ist heute ein Museum, das Schönberg-Haus Mödling.[102]
- Anton Wildgans (1881–1932), Schriftsteller
- Leopold Petznek (1881–1956), Sozialdemokrat und Mann der „roten Erzherzogin“
- Franz Theodor Csokor (1885–1969), Schriftsteller und Dramatiker
- Armand Weiser (1887–1933), Architekt und Fachschriftsteller
- Karl Lehrmann (1887–1957), Architekt[103]
- Josef Weinheber (1892–1945), Dichter und Schriftsteller, lebte von 1901 bis 1909 als Zögling im Hyrtl’schen Waisenhaus, schrieb über seine Erfahrungen dort den autobiographischen Roman Das Waisenhaus
- Norbert Sprongl (1892–1983), Zwölftonkomponist
- Maria Restituta (1894–1943), Ordens- und Krankenschwester am Krankenhaus Mödling
- Albert Drach (1902–1995), zeitweise vertriebener Schriftsteller und Jurist
- Peter Lorre (1904–1964), Schauspieler, lebte von 1915 bis 1917 in Mödling und ging hier im Niederösterreichischen Landesrealgymnasium (heute BG & BRG Keimgasse) zur Schule[104]
- Johannes Mario Simmel (1924–2009), Schriftsteller, verbrachte einen Teil seiner Kindheit in Mödling[105]
- Kurt Seipel (1927–2004), unter falschen Anschuldigungen von der sowjetischen Besatzungsmacht langjährig gefangen gehaltener[106] Schüler der HTL Mödling und Autor.
- Franz Viehböck (* 1960), erster österreichischer Raumfahrer
- Silvia Jelincic (* 1978), Journalistin und Schriftstellerin
- Alfred Balthoff (1905–1989), deutscher Schauspieler und Synchronsprecher; auf dem Friedhof in Mödling beigesetzt.